# Wiener Neustadt
Wiener Neustadt (ursprünglich Neustadt, auch Neustadt im Steinfeld, ungarisch Bécsújhely, kroatisch Bečko Novo Mjesto oder Bečki Novigrad) ist mit 49.156 Einwohnern (Stand: 1. Jänner 2025) nach der Landeshauptstadt St. Pölten die zweitgrößte Stadt Niederösterreichs und liegt etwa 50 km südlich von Wien im Industrieviertel. Sie ist Statutarstadt und Verwaltungssitz des Bezirkes Wiener Neustadt-Land und eine Schul-, Einkaufs- und Garnisonsstadt. Wiener Neustadt ist die elftgrößte Stadt Österreichs.

## Geografie
Wiener Neustadt liegt im Steinfeld, dem südlichsten Teil des Wiener Beckens, das geografisch zum Nordöstlichen Flach- und Hügelland gehört. Das Stadtgebiet wird von der Warmen Fischa und dem Kehrbach durchflossen, die sich am nordöstlichen Stadtrand vereinigen. Im Osten der Stadt bildet die Leitha die Grenze zum Burgenland. Das Stadtgebiet erstreckt sich von Norden nach Süden rund 14 km, von Westen nach Osten rund 6,5 km.

### Stadtgliederung

Die Viertel von Wiener Neustadt seit 2007

Durch das Wachstum beschloss der Stadtsenat 1960 die Einteilung der Stadt in sechs Stadtbezirke, welche 2007 auf nunmehr acht Stadtbezirke erweitert wurden. Es sind dies (mit Einwohnerzahlen vom 1. Jänner 2022): Innere Stadt, Ungarviertel, Gymelsdorfer Vorstadt, Zehnerviertel, Flugfeld, Josefstadt, Civitas Nova und die Heideansiedlung.
Zu der Zeit, in der das Stadtgebiet sich auf das heutige Zentrum beschränkte, wurde dieses in die vier Viertel „Liebfrauenviertel“, „Dreifaltigkeitsviertel“, „Deutschherrenviertel“ und „Minoritenviertel“ eingeteilt.
Eine Unterteilung in Katastralgemeinden besteht derweil nicht; die Stadt umfasst trotz ihrer Größe nur eine einzige Katastralgemeinde gleichen Namens.

### Nachbargemeinden
Wiener Neustadt grenzt an folgende Gemeinden:
| Wöllersdorf-Steinabrückl (WB)                          | Theresienfeld (WB)                          | Eggendorf (WB)                       |
| Bad Fischau-Brunn (WB), Weikersdorf am Steinfelde (WB) | Kompassrose, die auf Nachbargemeinden zeigt | Lichtenwörth (WB), Neudörfl (MA)     |
| St. Egyden am Steinfeld (NK)                           | Breitenau (NK), Schwarzau am Steinfeld (NK) | Katzelsdorf (WB), Lanzenkirchen (WB) |

### Klima
Das Klima in Wiener Neustadt ist pannonisch. In Wiener Neustadt gibt es im Jahr durchschnittlich 90 Regentage (siehe Diagramm unten). Bei West-/Nordwestwetterlagen fällt oft wenig bis kein Niederschlag. Wenn eine solche Wetterlage im Winter auftritt, gibt es in Wiener Neustadt fast nie eine Schneedecke. Jedoch können mit Ausbildung eines Oberitalientiefs (auch Genuatiefs) und damit verbundenen Niederschlägen von Südosten her erhebliche Schneemengen fallen.
Durch die Lage am Steinfeld kann es sein, dass Wiener Neustadt im Sommer und Winter zu den Temperaturextremen Österreichs zählt.

Im sehr flachen Gebiet von Wiener Neustadt ist es fast immer windig. Im Umfeld der Stadt können Tornados auftreten. Der Tornado von 1916 hatte gravierende Folgen.

## Geschichte

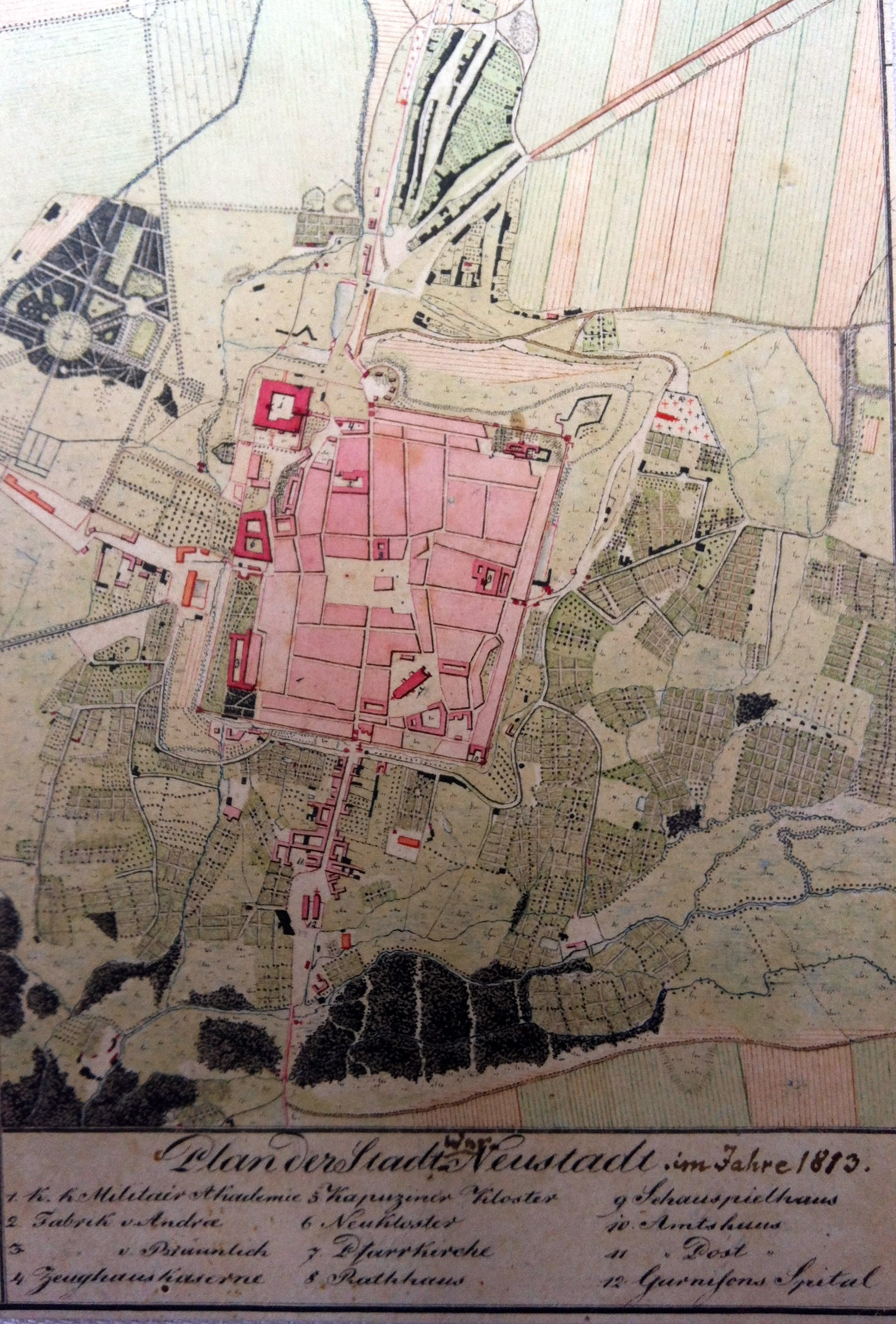
Wiener Neustadt um 1813

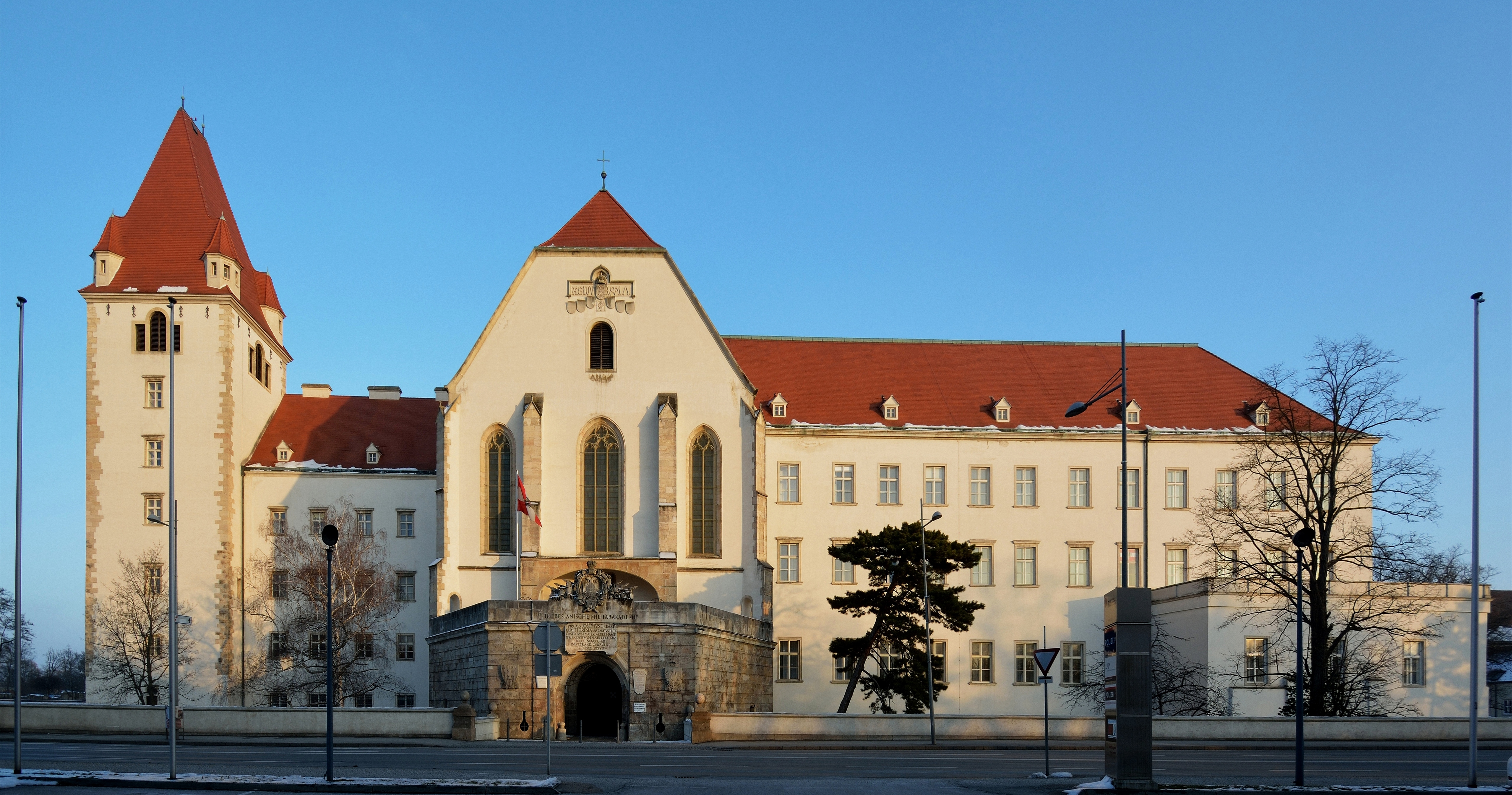
Die Burg bzw. Theresianische Militärakademie in Wiener Neustadt

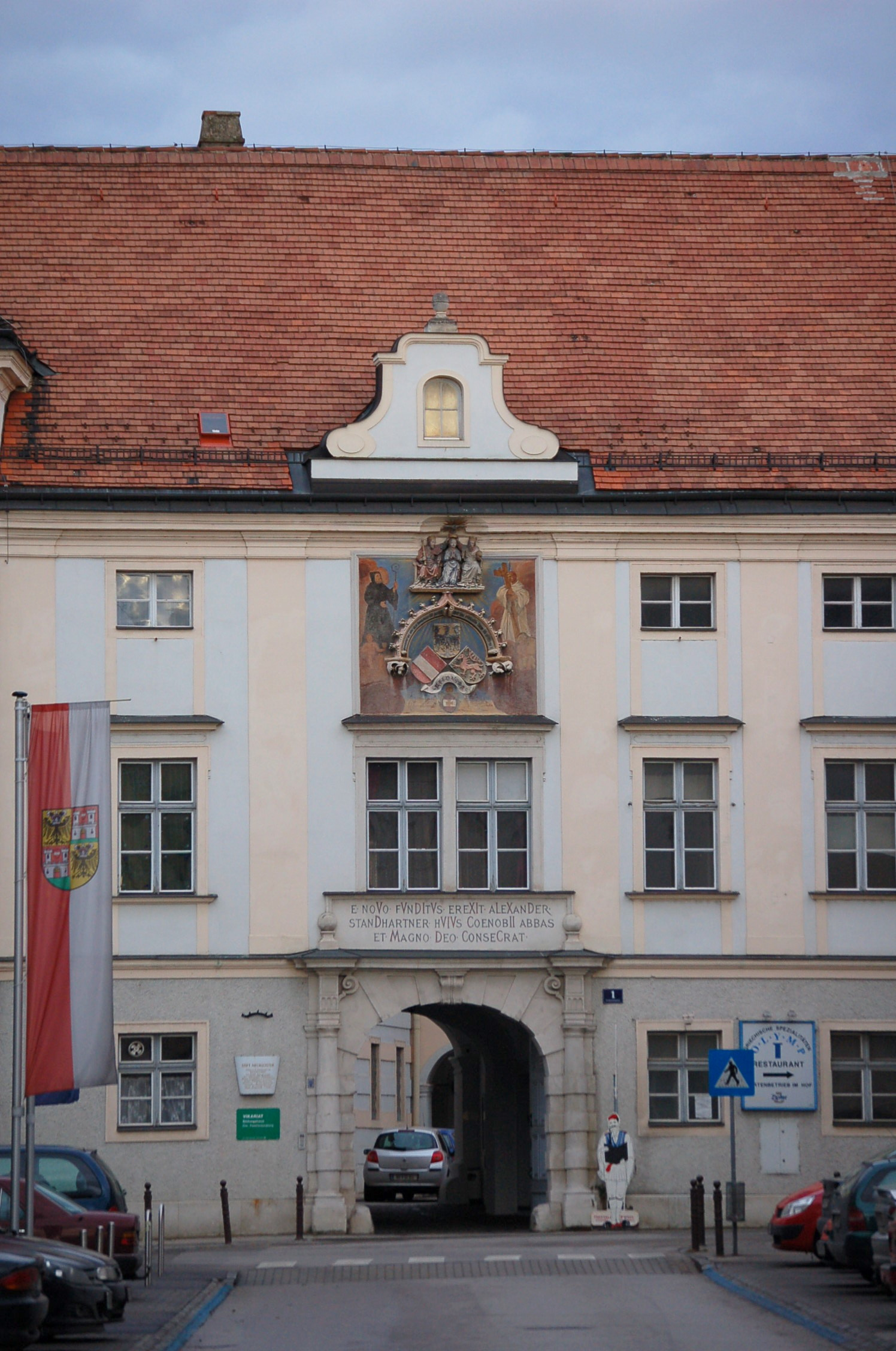
Portal des Stiftes Neukloster

### Die Stadtgründung
Wiener Neustadt gehört zu jenen Städten, die bereits als Stadt gegründet und in ihrer Anlage geplant wurden. Errichtet wurde die Stadt im Steinfeld, dem südlichsten Teil des Wiener Beckens, einem Gebiet, das mit Blick auf seine natürlichen Gegebenheiten für die natürliche Entstehung einer mittelalterlichen Ansiedelung kein idealer Ort war.
Die Stadtgründung hatte politisch-strategische Gründe. Durch die Georgenberger Handfeste (17. August 1186) war das Herzogtum Steiermark mit der Grafschaft Pitten nach dem Aussterben der Traungauer (Ottokare) im Jahr 1192 an die Babenberger (Luitpoldinger) gefallen, die über das benachbarte Herzogtum Österreich herrschten und mit der Errichtung einer befestigten Stadt die gemeinsame Grenze der beiden Herzogtümer gegen das ungarische Königreich zu sichern trachteten. Das Lösegeld, das Herzog Leopold V. für den englischen König Richard Löwenherz erhalten hatte, brachte das notwendige Kapital, um die Neustadt (Nova Civitas) zu bauen. Der Namenszusatz „Wiener“ setzte sich zur besseren Unterscheidung erst im 17. Jahrhundert durch. Der Beschluss zur Stadtgründung wurde in Fischau im Spätsommer oder Herbst 1194 gefasst.
Das Gründungsdatum lässt sich über Dokumente auf die Jahre 1192 bis 1194 eingrenzen. Die archäoastronomische Untersuchung der Orientierung der Längsachse des Domes (Pfarrkirche) zeigt eine Ausrichtung genau auf den Sonnenaufgang zu Pfingsten 1192. Die Diagonale der alten Stadt (zwischen SW und SO-Turm) verläuft parallel dazu. Bis in den Nationalsozialismus war 1192 das akzeptierte Bezugsjahr für Stadtjubiläen. Aus politischen Überlegungen wurde vom Stadtarchivar im Jahre 1942 das Gründungsjahr 1194 favorisiert, was in der Nachkriegszeit beibehalten wurde. Heute ist es Konsens, dass 1192 das Gründungsjahr ist. Gesichert ist, dass nach Leopolds plötzlichem Tod die Errichtung der Stadt unter seinem Sohn und Nachfolger Herzog Leopold VI. im Jahr 1195 bereits begonnen hatte.
Die damalige Anlage lehnte sich an die Form eines römischen Lagers an. Der Grundriss der Stadt entsprach einem Rechteck mit einer Seitenlänge von 620 m an der Südseite und 685 m an der Westseite. Das Stadtgebiet wurde von vier Hauptstraßen, die nach den vier Himmelsrichtungen ausgerichtet waren und zu den Stadttoren führten, in Viertel unterteilt. Für das Zentrum war ein Platz als Markt in einer Ausdehnung von 180 × 80 m vorgesehen, im nordwestlichen Viertel wurde ein weiterer Platz als Standort der Pfarrkirche und des Friedhofs geplant. Die Stadt wurde durch eine 5 m hohe und 1 m starke aus Stein gefügte Stadtmauer umgeben, die an den Ecken durch massive Ecktürme verstärkt war; die vier Stadttore wurden zusätzlich durch Türme gesichert. Die Stadtmauern wurden von einem Graben umgeben, der durch örtliche Bäche und vor allem durch den Kehrbach gespeist wurde.
Der neugegründeten Stadt wurden wichtige Privilegien erteilt, sie erhielt die volle Gerichtsbarkeit und das Marktrecht. Spätestens unter Herzog Friedrich dem Streitbaren wurde außerdem die landesfürstliche Münzstätte von Fischau in die Neustadt verlegt. Auch für Wiener Neustadt galt Stadtluft macht frei nach Jahr und Tag.

### Residenz des Landesfürsten, des Königs und des Kaisers
Nach dem Tod von Herzog Friedrich dem Streitbaren, der keine Nachkommen hatte, kam es in der zweiten Hälfte des 13. Jahrhunderts zu kriegerischen Auseinandersetzungen um seine Nachfolge in beiden Herzogtümern, aus denen schließlich Graf Rudolf IV. von Habsburg, als deutsch-römischer König Rudolf I., als Gewinner hervorging. Die Habsburger, die sich in der Folge auch Herzöge von Österreich nannten, konnten sich als neue Landesherren durchsetzen. In dieser Zeit wurde am 3. Juni 1285 ein gewisser Merboto zum Bürgermeister der Neustadt gewählt, die erste namentliche Nennung eines Bürgermeisters. Erst von 1380 bis 1382 ist mit Michael Prenner ein weiterer Bürgermeister von Wiener Neustadt namentlich nachgewiesen, der damals auch als ihr reichster Bürger galt.
Als Folge des im September 1379 geschlossenen Vertrags von Neuberg an der Mürz spalteten sich die Habsburger in zwei Familienzweige auf: die Albertinische und die Leopoldinische Linie. Zusammen mit den Städten Graz und Innsbruck gehörte die Neustadt in der Folge zu den Hauptresidenzen der „Leopoldiner“ und erlebte im 15. Jahrhundert eine Zeit des Aufschwungs. Unter Herzog Friedrich V. von Österreich, als deutsch-römischer König und Kaiser Friedrich III., war die Neustadt Mitte des 15. Jahrhunderts viele Jahre neben Graz die Hauptresidenz des Kaisers. 1453 fand hier sogar ein Reichstag statt, der allerdings von den Reichsfürsten nur schlecht besucht wurde. Der Dom und das Neukloster (in dem später seine Ehefrau, Kaiserin Eleonore Helena, und die meisten ihrer Kinder ihre letzte Ruhestätte fanden) wurden unter Friedrich III. wesentlich umgebaut, die Wappenwand an der Burg (heute die Kaserne) zeigt ihn inmitten der Wappen jener Besitzungen, die den Habsburgern seit der Österreichischen Chronik von den 95 Herrschaften zugeschrieben wurden. Im Jahre 1469 erreichte er bei Papst Paul II. die Zustimmung zur Gründung eines eigenen Bistums in Wiener Neustadt, welches aber wegen des Widerstandes der bisher zuständigen Bischöfe von Passau nur für die Stadt selbst zuständig war und nicht zum Landesbistum ausgebaut werden konnte. Es wurde bald mit dem Wiener Bistum zusammengeführt, ehe es im 19. Jahrhundert nach St. Pölten verlegt und später zum Landesbistum für Niederösterreich gemacht wurde. Friedrichs Sohn und Nachfolger Maximilian I. wurde in Wiener Neustadt geboren und verbrachte hier seine Jugend. In der Kapelle der Burg, der St.-Georgs-Kathedrale, wurde er nach seinem Tod auf seinen eigenen Wunsch hin beigesetzt.
Im August 1487 wurde die Neustadt (ungarisch: Bécsújhely) nach einer fast zweijährigen Belagerung durch den ungarischen König Matthias Corvinus eingenommen. Der König gewährte den Verteidigern freien Abzug und soll der Stadt aufgrund ritterlicher Traditionen in der Folge jenen Prunkpokal geschenkt haben, der heute als der Corvinusbecher im Stadtmuseum besichtigt werden kann. Nach seinem Tod wurde die Stadt von König Maximilian I. ohne wesentlichen Widerstand zurückerobert.

### Die jüdische Gemeinde der Neustadt im 14. und 15. Jahrhundert
Spätestens seit der Mitte des 13. Jahrhunderts ist eine jüdische Gemeinde in Wiener Neustadt belegt. Ein Grabstein aus dem Jahre 1252 – der älteste mit hebräischer Schrift im heutigen Österreich – ist in der Stadt erhalten. Vermutlich hing es damit zusammen, dass die Neustadt zum Herzogtum Steiermark gehörte, dass ihre jüdische Gemeinde von der Judenverfolgung von Pulkau (1338), Pogromen zur Zeit der Pest (1348/49) und von der Wiener Gesera (1420/1421) verschont blieb, die alle auf das Herzogtum Österreich begrenzt waren. Ca. 1445–1460 war die Neustadt Sitz des Rabbiners Israel Isserlein (1390–1460), einer der bedeutendsten jüdischen Gelehrten seiner Zeit. Damals galt es als ein Zentrum jüdischer Gelehrsamkeit. Als König Maximilian I. im Jahr 1496 die Vertreibung aller Juden aus der Stadt verfügte und ihnen auf ewige Zeit verbot, sich erneut hier niederzulassen, bedeutete dies das Ende der jüdischen Gemeinde. Diese Maßnahme erfolgte nicht in Form eines Pogroms, sondern als organisierte Ausweisung. Erst im 19. Jahrhundert entstand eine neue jüdische Gemeinde in Wiener Neustadt.

### Die Neustadt nach 1500
Im 16. Jahrhundert verlor die Neustadt ihre Bedeutung als landesfürstliche bzw. königlich-kaiserliche Residenz. Weiterhin aber war sie ein wichtiges Bollwerk gegen Bedrohungen aus dem Osten, so z. B. gegen die Osmanen und Kuruzen. Traurige Berühmtheit erlangte die Neustadt als Ort zweier politisch motivierter Hinrichtungen.
- Unter der Herrschaft von König Ferdinand I. wurden am 9. August 1522 die Freiherren Hans von Puchheim und Michael Eitzing als Mitglieder des unterennsischen Ständeausschusses und am 11. August 1522 der Wiener Bürgermeister Martin Siebenbürger und fünf weitere ehemalige Wiener Ratsherren, darunter Friedrich von Pieschen nach einem berüchtigten Prozess wegen Hochverrats enthauptet (Wiener Neustädter Blutgericht 1522).
- 1621 findet sich ein Schreiben von den um Wiener Neustadt gelegenen Herrschaften an Kaiser Ferdinand II., wo um die „Abstellung des Preihauses zur Neustatt“ (Brauhof Wiener Neustadt) ersucht wurde, was aber nicht durchgeführt wurde.
- Am 30. April 1671 fand hier die Hinrichtung von Fran Krsto Frankopan und Petar Zrinski als Anführer der (angeblichen) Magnatenverschwörung gegen Kaiser Leopold I. statt.

Ab dem 17. Jahrhundert setzte sich langsam die Bezeichnung Wienerische Neustadt und schließlich Wiener Neustadt (im Sinne von Neustadt in Niederösterreich) durch, um eine Unterscheidung zu anderen gleichnamigen Orten („Neustadt“) im Reich zu bieten.
- 1751 erlangte die Neustadt wieder größere Bedeutung, als Maria Theresia beschloss, in der kaiserlichen Burg ein adeliges Kadettenhaus einzurichten. Die Theresianische Militärakademie nahm 1752 den Unterricht auf und besteht mit nur kurzen Unterbrechungen bis heute. Sie ist somit die älteste Militärakademie der Welt.
- In der Nacht vom 27. zum 28. Februar 1768 erlitt Wiener Neustadt schwere Schäden aufgrund eines Erdbebens. Die Burg, die beträchtlich in Mitleidenschaft gezogen wurde, benötigte einen Wiederaufbau, der nach den Plänen des Baumeisters Nikolaus Pacassi erfolgte. Dabei wurde nur noch einer der ehemals vier Türme der Burg wieder aufgebaut.
- 1785 veranlasste Kaiser Joseph II. die Transferierung des Bistums von Wiener Neustadt nach St. Pölten. In der Folge wurden alle Klöster in Wiener Neustadt mit Ausnahme des Zisterzienserstiftes Neukloster und des Kapuzinerklosters aufgehoben. In den frei gewordenen Gebäuden wurden Manufakturen eingerichtet, die den Grundstein für die Industrie in Wiener Neustadt bildeten. War es zunächst Textilindustrie, folgten zu Beginn des 19. Jahrhunderts eine Papierfabrik, eine Zuckerfabrik und eine Tonwarenerzeugung.
- Die Kontinentalsperre zur Zeit der napoleonischen Kriege kam Fabriksgründungen ebenso zugute wie die damals auch wachsende Menge an Papiergeld. Mit der Industrialisierung steht auch das Projekt des Wiener Neustädter Schifffahrtskanals nach Wien in engem Zusammenhang. In den Jahren 1797–1805 fertiggestellt, sollte der Kanal nur das Anfangsglied einer großen Wasserstraße sein, die über Ungarn Donau und Adria verbinden sollte. Der Wiener Neustädter Kanal wurde bis 1823 vom Staat betrieben.[20] Dieses Infrastrukturprojekt wurde im folgenden Eisenbahnzeitalter fallen gelassen.

### Wiener Neustadt im 19. und 20. Jahrhundert
Am 8. September 1834 wurde die Stadt durch einen Großbrand verwüstet, der von Scheunen südlich vor der Stadt ausging und, durch Sturm angefacht, auf Holzvorräte, die vor dem Neunkirchner Tor gestapelt waren, und auf die Stadt selbst sowie die Vorstädte übergriff. 500 Gebäude brannten vollständig aus, 47 Menschen starben.
Von 1838 bis 1907 bestand die Glockengießerei Hilzer, welche 1868 die Gießerei auf die Barbakane verlegte. Der Wandel zur Industriestadt begann mit der Eröffnung der Südbahn von Wien bis Wiener Neustadt im Juni 1841. Schon im folgenden Jahr wurde eine Lokomotivfabrik gegründet, aus der schließlich die Wiener Neustädter Lokomotivfabrik hervorging. Neben anderen Fabriken, die sukzessive entstanden, errichtete ab 1899 die Firma Austro-Daimler (eine Tochter der deutschen Daimler-Werke) in einer ehemaligen Maschinenfabrik eine große Fahrzeugfabrikation. Die Industrialisierung bewirkte starken Zuzug von Arbeitskräften, sodass Wiener Neustadt in den sechziger Jahren des 19. Jahrhunderts die zweitgrößte Stadt Niederösterreichs (nach Wien) war. Äußeres Zeichen der gestiegenen Bedeutung war die Verleihung eines eigenen Statuts im Jahr 1866, das nach Wahlen im Jahr 1868 in Kraft trat.
Ab 1851 wurden Anlagen der Stadtbefestigung Wiener Neustadt nach und nach abgetragen; zwischen 1862 und 1864 wurden schließlich auch die Stadttore abgebrochen.

Im Jahre 1909 wurde im Norden der Stadt ein Flugfeld errichtet. Bereits 1911 wurde in Wiener Neustadt die erste österreichische Flugwoche abgehalten. Das Wiener Neustädter Flugfeld diente den Flugpionieren Igo Etrich, Karl Illner und Adolf Warchalowski für ihre Flugversuche und war das erste offizielle österreichische Flugfeld. Der Flugplatz ist heute der größte Naturflugplatz Europas.

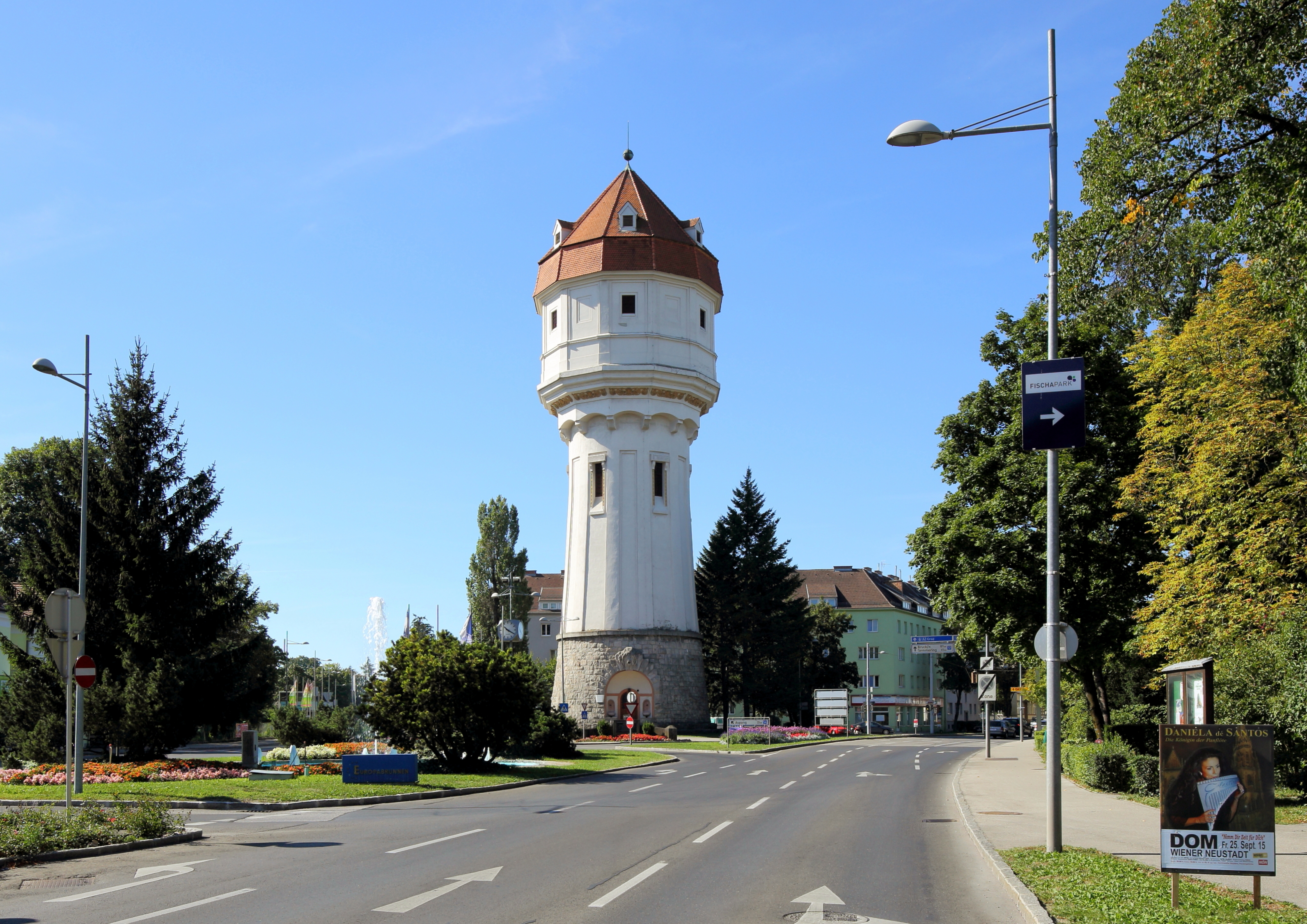
Der Wasserturm, Wahrzeichen von Wiener Neustadt

Am 7. Juni 1912 explodierte zwischen der Südbahn und der ehemaligen Kaiser-Franz-Josephs-Kaserne ein Pulvermagazin eines k.u.k.-Militärlagers, dabei wurden sieben Menschen getötet und ca. 100 weitere verletzt. Die nahegelegene Arbeiterbaracke 48 wurde völlig zerstört, die Druckwelle beschädigte zudem u. a. die Hangars am Flugfeld, die Lokomotivfabrik und die Daimler-Werke.
Im Ersten Weltkrieg war Wiener Neustadt auf Grund seiner Industriebetriebe ein Zentrum der Rüstungsindustrie. Die Folgen der Niederlage der österreichisch-ungarischen Monarchie im Ersten Weltkrieg führten zu einem Niedergang der Industrie. Mangels Nachfrage im klein gewordenen Wirtschaftsraum Österreich mussten die großen Fabriken schließen; die Flugzeugproduktion musste auf Grund des Vertrags von Saint Germain aufgegeben werden. Die Weltwirtschaftskrise tat ihr Übriges.
In der Zwischenkriegszeit kam es am 7. Oktober 1928 zum Aufmarsch der Heimwehr und des Schutzbundes in Wiener Neustadt, eine Konfrontation, welche mit starken Einheiten der Gendarmerie und des Bundesheeres auseinandergehalten wurde und ohne großen Zwischenfall verlief.

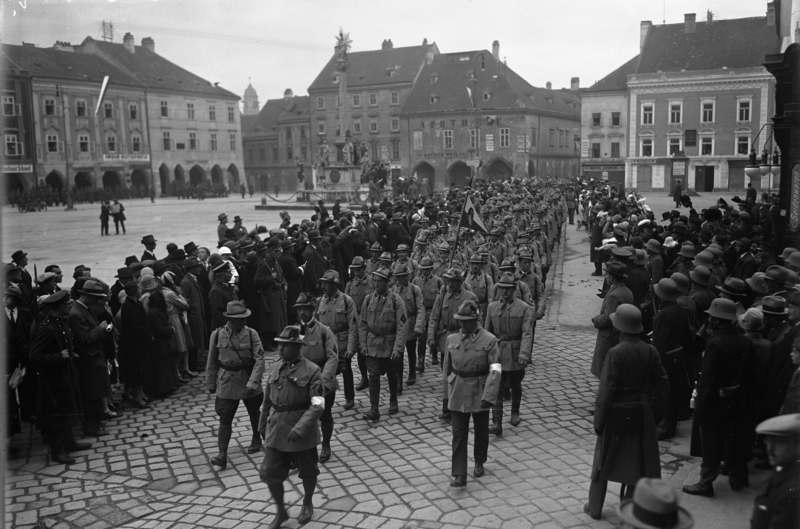
Aufmarsch der Heimwehr am 7. Oktober 1928 vormittags aus der Ungargasse in den Hauptplatz von Wiener Neustadt, Fotograf Georg Pahl etwas erhöht nähe Rathaus Hauptplatz Nr. 1, im Platz die Mariensäule

Nach dem Anschluss Österreichs an das Deutsche Reich 1938 wurde in Wiener Neustadt kriegswichtige Industrie angesiedelt. Bereits 1940 produzierten die Wiener Neustädter Flugzeugwerke ein Viertel der Gesamtproduktion der Messerschmitt-109-Jagdflugzeuge. In den Raxwerken, der ehemaligen Wiener Neustädter Lokomotivfabrik, wurde ab 1943 auch mit der Montage von A4-Raketen begonnen.
Aufgrund dieser Konzentration von Rüstungsbetrieben, aber auch weil Wiener Neustadt einen wichtigen Eisenbahnknotenpunkt darstellte, wurde die Stadt im Zweiten Weltkrieg nahezu vollständig mit rund 50.000 Bomben zerstört. Von den damals 3000 Gebäuden blieben nur 18 unversehrt. Im Zuge der 29 Luftangriffe wurden etwa 1.400 Menschen, darunter 600 Zivilisten, getötet. Knapp 400 amerikanische und 90 deutsche Piloten fanden über der Stadt den Tod. Die Stadt zählte damit zu den am stärksten in Mitleidenschaft gezogenen im Deutschen Reich.
Am Nachmittag des 2. Aprils wurde die Stadt von der Roten Armee besetzt. Wiener Neustadt war somit die erste österreichische Stadt, die befreit wurde. Bereits am 3. April ernannte der sowjetische Stadtkommandant Major Sutskow Rudolf Wehrl zum Bürgermeister.

### Die jüdische Gemeinde im 19. und 20. Jahrhundert und ihre Zerstörung
Nach der Vertreibung der Wiener Neustädter Juden 1496 auf Befehl des späteren Kaisers Maximilian I. wurde erst wieder nach dem Revolutionsjahr 1848 die Wiederansiedlung von Juden gestattet. Im Jahr 1870 wurde eine neue, sehr kleine Synagoge am Baumkirchnerring eingerichtet, 1871 wurde die „IKG Wiener Neustadt“ gegründet. Die Gemeinde wuchs im Lauf der Jahrzehnte auf mehrere hundert Personen an, sodass auf dem Nachbargrundstück eine größere Synagoge in klassizistisch-maurischem Stil errichtet und im Jahr 1904 eingeweiht wurde. In den 1930er Jahren lebten etwa 870 Juden in Wiener Neustadt. Die IKG Wiener Neustadt war damit die viertgrößte in ganz Österreich (nach Wien, Graz und Baden).
Mit dem Anschluss Österreichs an das Deutsche Reich im März 1938 begann umgehend die systematische Verfolgung und Beraubung der Wiener Neustädter Juden. Bereits in den ersten Tagen der NS-Herrschaft wurden viele Juden von SA und SS aus ihren Wohnungen geholt, öffentlich erniedrigt (etwa durch „Reibpartien“ mit Bürsten auf dem Hauptplatz oder vor der Synagoge) und teilweise ins Anhaltelager Wöllersdorf gebracht.
Während der Novemberpogrome 1938 („Reichskristallnacht“) kam es auch in Wiener Neustadt zu gewalttätigen Übergriffen auf jüdische Einrichtungen, Wohnungen und Geschäfte. Die Inneneinrichtung der Synagoge wurde komplett zerstört oder geplündert. Mehrere hundert Jüdinnen und Juden wurden in den Tagen danach von SA-Männern in Zügen nach Wien „verfrachtet“, wo man sie aussetzte. Zwischen März 1938 und Jahresbeginn 1939 war der Großteil der Wiener Neustädter Juden aus der Stadt bzw. aus dem Land geflüchtet oder von SA, SS oder Polizei inhaftiert oder nach Wien gebracht worden. Von 180 Wiener Neustädter Juden (also einem Fünftel der Gemeinde) ist es heute gesichert, dass sie in ein Ghetto oder Konzentrationslager (zumeist Auschwitz) deportiert wurden.
Einige wenige Juden kehrten nach 1945 in ihre Heimatstadt zurück. Eine Kultusgemeinde wurde jedoch nicht mehr gegründet. Die Wiener Neustädter Synagoge wurde 1952 komplett abgetragen.

### Wiener Neustadt nach 1945
Der Brief, den Karl Renner am 15. April 1945 im Schloss Eichbüchl an Stalin schrieb, trägt Wiener Neustadt als Ort des Verfassens.
Für den Wiederaufbau rief 1946 die Stadtverwaltung die Bevölkerung zum freiwilligen Arbeitseinsatz auf, um tausende Tonnen Schutt aus der Stadt zu entfernen. Als 1955 Österreich durch den Staatsvertrag seine Souveränität wiedererlangt hatte, war auch der Wiederaufbau der zerstörten Stadt großteils abgeschlossen.
Die Stadt ist Verwaltungszentrum, Sitz von Bezirks- und Landesgericht, einer der wichtigsten Eisenbahnknotenpunkte Österreichs, ferner Knotenpunkt von Autobahn und Schnellstraße und mehrerer Bundesstraßen, mit drei Kasernen des Bundesheeres wichtige Garnisonsstadt, zweitgrößte Einkaufs- sowie wichtigste Schulstadt Niederösterreichs.
Mit mehr als 40.000 Einwohnern ist Wiener Neustadt Hauptort und größte Stadt des Industrieviertels. Die Stadt spielt vor allem als regionales Wirtschafts- und Bildungszentrum eine wichtige Rolle. In Wiener Neustadt wurde im Jahr 1994 die erste Fachhochschule Österreichs gegründet, die heute mit über 3.500 Studenten noch immer zu den größten des Landes zählt. Die 1995 errichtete Multifunktionshalle Arena Nova ist die drittgrößte vergleichbare Veranstaltungshalle in Österreich. Im Jahr 2016 wurde das Krebsforschungszentrum MedAustron in Wiener Neustadt eröffnet (siehe Abschnitt „Bildung und Forschung“).
1975 erhielt die Stadt vom Europarat als zehnte Stadt Österreichs die Europafahne verliehen und darf sich seither „Europastadt“ nennen. 1989 bekam Wiener Neustadt als erste österreichische Stadt die Europaplakette des Europarates. Seit 1971 ist Wiener Neustadt Partnerstadt von Monheim am Rhein. Eine weitere Partnerstadt ist seit 2002 Desenzano del Garda. 2006 kam mit Harbin eine Millionenstadt in China hinzu. Wiener Neustadt unterhält außerdem eine „3-Städte-Freundschaft“ mit Eisenstadt und Sopron. Ferner ist sie Mitglied der Arbeitsgemeinschaft „Neustadt in Europa“, der 37 Orte dieses Namens in Deutschland, Österreich, Ungarn, Polen, der Tschechischen Republik, der Slowakei und den Niederlanden angehören.

## Entwicklung des Stadtgebiets
Die letzte Ausweitung der Stadt ist die Civitas Nova, ein Projekt zur Etablierung als Technik- und Wissenschaftsstandort und Ansiedlung von Industrie- und Handelsbetrieben sowie von Schulen, die auch den Wirtschaftspark der Ecoplus einschließt. Außerdem ist die Civitas Nova Sitz des Flugzeugbauers Diamond Aircraft und einiger Technikeinrichtungen. Hier befinden sich ein Campus der Fachhochschule, die Gründeragentur RIZ sowie verschiedene Firmen und Büros. In Wiener Neustadt befindet sich zudem die österreichische Niederlassung von Triumph International.
Im Areal der Civitas Nova befindet sich die Mehrzweckhalle Arena Nova, in der Messen, Konzerte und Sportveranstaltungen stattfinden. Des Weiteren wurde in diesem Gebiet 2004 und 2005 das Rockfestival Aerodrome und 2011 das Urban Art Forms Festival abgehalten. Im Zentrum wird seit vielen Jahren am ehemaligen Ausstellungsgelände an einer Wohnsiedlung gebaut, ebenso gibt es ein Projekt im Akademiepark.

### Mögliche Landeshauptstadt
In den 1980er hat sich die Diskussion zwischen St. Pölten und Wiener Neustadt, welche der beiden Städte die bedeutendere sei, besonders zugespitzt. Seit der Ernennung St. Pöltens zur niederösterreichischen Landeshauptstadt im Jahr 1986 ist dieser Streit zumindest im juristischen Sinne „entschieden“.

## Bevölkerung

### Einwohnerstatistik
Die Entwicklung der Einwohnerzahl ist Spiegelbild der wirtschaftlichen Entwicklung: Nahm die Bevölkerung von 1869 (erste Volkszählung) bis 1923 kontinuierlich von 20.619 auf 36.956 zu (wiederholt um mehr als 10 % innerhalb von zehn Jahren), war bis 1934 ein leichter Rückgang (− 0,4 %) zu verzeichnen. Innerhalb der nächsten fünf Jahre wuchs die Bevölkerung wieder um 6,9 %, um bis 1951 (der ersten Zählung nach dem Zweiten Weltkrieg) um dramatische 22,3 % auf 30.559 zurückzugehen. Die folgenden Jahrzehnte zeigen einen zunächst stärkeren Anstieg (bis 1961 + 10,8 %), der dann bis 1991 wieder fast bis zur Stagnation (+ 0,4 % seit 1981) abfiel. Die letzten zehn Jahre bis 2001 brachten dagegen wieder einen deutlichen Anstieg um 7,1 %; dieser ist deutlich der Zuwanderung (8,5 %) zu verdanken, durch die die negative Geburtenbilanz (− 1,4 %) ausgeglichen wird.
| Musterstadt: Einwohnerzahlen von 1869 bis 2025      | Musterstadt: Einwohnerzahlen von 1869 bis 2025 | Musterstadt: Einwohnerzahlen von 1869 bis 2025 | Musterstadt: Einwohnerzahlen von 1869 bis 2025 | Musterstadt: Einwohnerzahlen von 1869 bis 2025 |
| --------------------------------------------------- | ---------------------------------------------- | ---------------------------------------------- | ---------------------------------------------- | ---------------------------------------------- |
| Jahr                                                |                                                |                                                |                                                | Einwohner                                      |
| 1869                                                | 1869                                           |                                                | 20.619                                         | 20.619                                         |
| 1880                                                | 1880                                           |                                                | 22.048                                         | 22.048                                         |
| 1890                                                | 1890                                           |                                                | 25.040                                         | 25.040                                         |
| 1900                                                | 1900                                           |                                                | 28.700                                         | 28.700                                         |
| 1910                                                | 1910                                           |                                                | 32.874                                         | 32.874                                         |
| 1923                                                | 1923                                           |                                                | 36.956                                         | 36.956                                         |
| 1934                                                | 1934                                           |                                                | 36.798                                         | 36.798                                         |
| 1939                                                | 1939                                           |                                                | 39.344                                         | 39.344                                         |
| 1951                                                | 1951                                           |                                                | 30.559                                         | 30.559                                         |
| 1961                                                | 1961                                           |                                                | 33.845                                         | 33.845                                         |
| 1971                                                | 1971                                           |                                                | 34.853                                         | 34.853                                         |
| 1981                                                | 1981                                           |                                                | 35.006                                         | 35.006                                         |
| 1991                                                | 1991                                           |                                                | 35.134                                         | 35.134                                         |
| 2001                                                | 2001                                           |                                                | 37.627                                         | 37.627                                         |
| 2011                                                | 2011                                           |                                                | 41.305                                         | 41.305                                         |
| 2021                                                | 2021                                           |                                                | 47.069                                         | 47.069                                         |
| 2025                                                | 2025                                           |                                                | 49.156                                         | 49.156                                         |
| Quelle(n): Statistik Austria, Gebietsstand 1.1.2021 |                                                |                                                |                                                |                                                |

### Konfessionsstatistik
Nach den Daten der Volkszählung waren in 2011 62,3 % der Einwohner römisch-katholisch und 7,6 % evangelisch. 6,1 % waren Muslime, 2,2 % gehören orthodoxen Kirchen an. 18,2 % der Bevölkerung hatten kein religiöses Bekenntnis. Der Anteil der Katholiken und Protestanten ist seitdem gesunken. Mit Stand 2015 waren 40,4 % der Einwohner katholisch und 4,3 % evangelisch. 3,0 % gehörten orthodoxen Kirchen an. 14,4 % waren Muslime. 35,9 % der Bevölkerung hatten kein religiöses Bekenntnis oder gehörten eine sonstige Religion an.

### Christentum

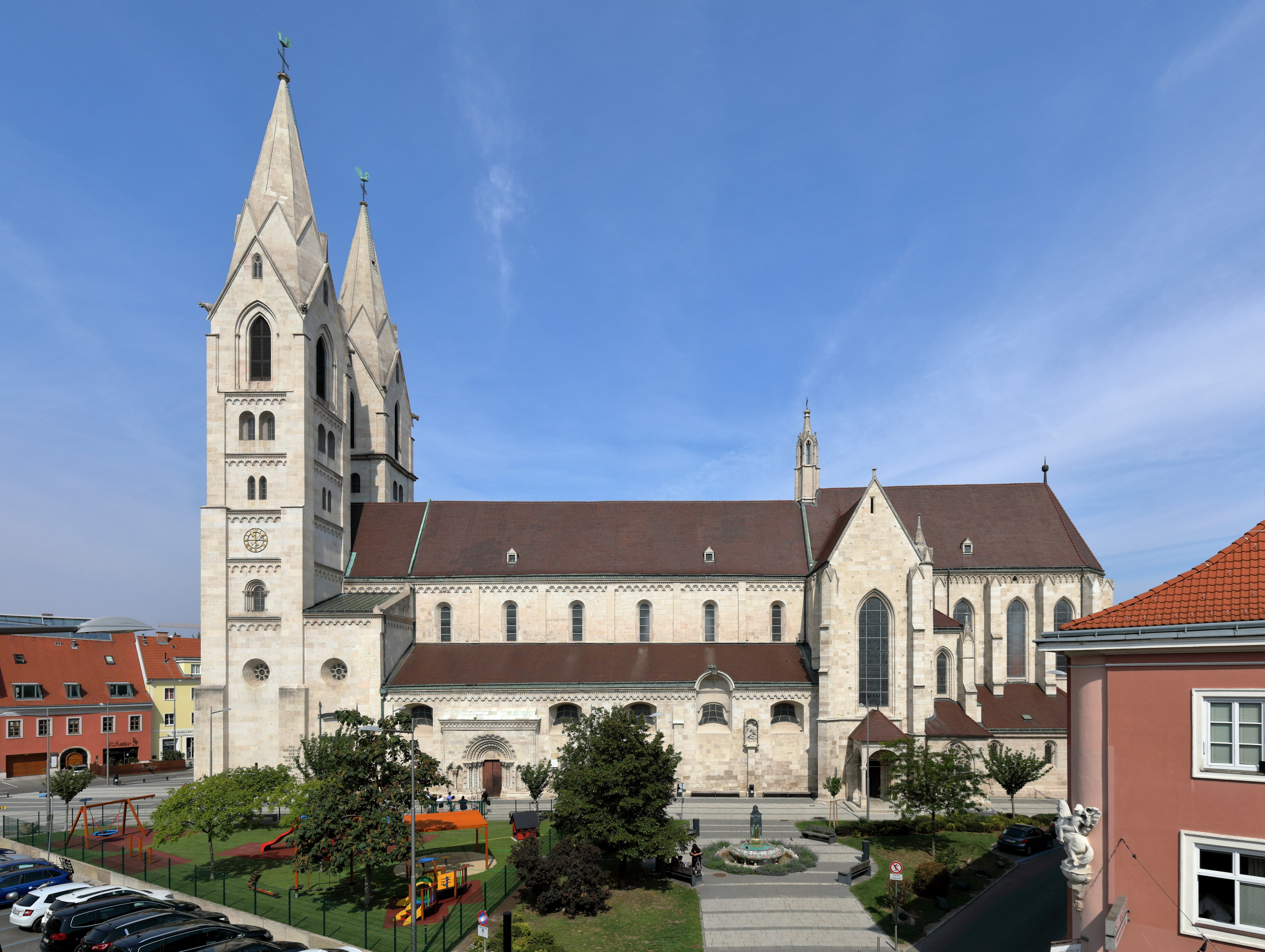
Dom von Wiener Neustadt

Wiener Neustadt hat zehn römisch-katholische Kirchen inklusive der Propstei- und Hauptpfarre an der Domkirche. Die weiteren Kirchen heißen St. Leopold, Teilgemeinde Erlöserkirche, Teilgemeinde Schmuckerau, Teilgemeinde Josefstadt, St. Jakob (Kapuzinerkirche), Herz Mariä, Neukloster, St. Anton und Georgs-Kathedrale in der Burg. Wiener Neustadt war über mehrere Jahrhunderte ein eigenständiges Bistum.
Weiters gibt es in Wiener Neustadt zwei Gemeinden der Freikirchen (Freie Evangelikale Gemeinde und Ichthys Gemeinde) und eine Evangelische Kirche, der Neuapostolischen Kirche und eine Kirche der serbisch-orthodoxen Gemeinschaft.

### Weitere Glaubensgemeinschaften
Siebenten-Tags-Adventisten, Zeugen Jehovas und Mormonen (Kirche Jesu Christi der Heiligen der Letzten Tage) sind auch in der Stadt aktiv.

## Politik
Wiener Neustadt ist eine Statutarstadt. Die rechtliche Basis dafür bilden das Wiener Neustädter Stadtrecht 1977 und das NÖ Stadtrechtsorganisationsgesetz (NÖ SrROG), in dem seit 2000 diejenigen Teile der Stadtrechte aller niederösterreichischen Statutarstädte, welche ident sind, zusammengefasst sind. Wiener Neustadt ist Sitz der Bezirksverwaltungsbehörde Wiener Neustadt-Land, des Polizeikommissariats Wiener Neustadt als Außenstelle der Landespolizeidirektion Niederösterreich, des Landesgerichtes und des Arbeitsmarktservice.

### Gemeinderat

#### Sitzverteilung im Gemeinderat nach den Wahlen
- Gemeinderatswahlen in Niederösterreich 2000: SPÖ 23, ÖVP 9, FPÖ 4, GRÜNE 2, SCHREINER 2.
- Gemeinderatswahlen in Niederösterreich 2005: SPÖ 26, ÖVP 10, GRÜNE 2, WNAKTIV 1, FPÖ 1.[33]
- Gemeinderatswahlen in Niederösterreich 2010: SPÖ 21, ÖVP 10, FPÖ 4, SLUKA 3, GRÜNE 1, WNA 1.[34]
- Gemeinderatswahlen in Niederösterreich 2015: SPÖ 17, ÖVP 14, FPÖ 5, GRÜNE 2, SLUKA 1, WIR 1.[35]
- Gemeinderatswahlen in Niederösterreich 2020: ÖVP 19, SPÖ 11, FPÖ 6, GRÜNE 4.[36]
- Gemeinderatswahlen in Niederösterreich 2025: VPWN 15, SPÖ 11, FPÖ 8, GRÜNE 4, Gemeinsam für Neustadt 1, NEOS 1.[37]

### Stadtsenat

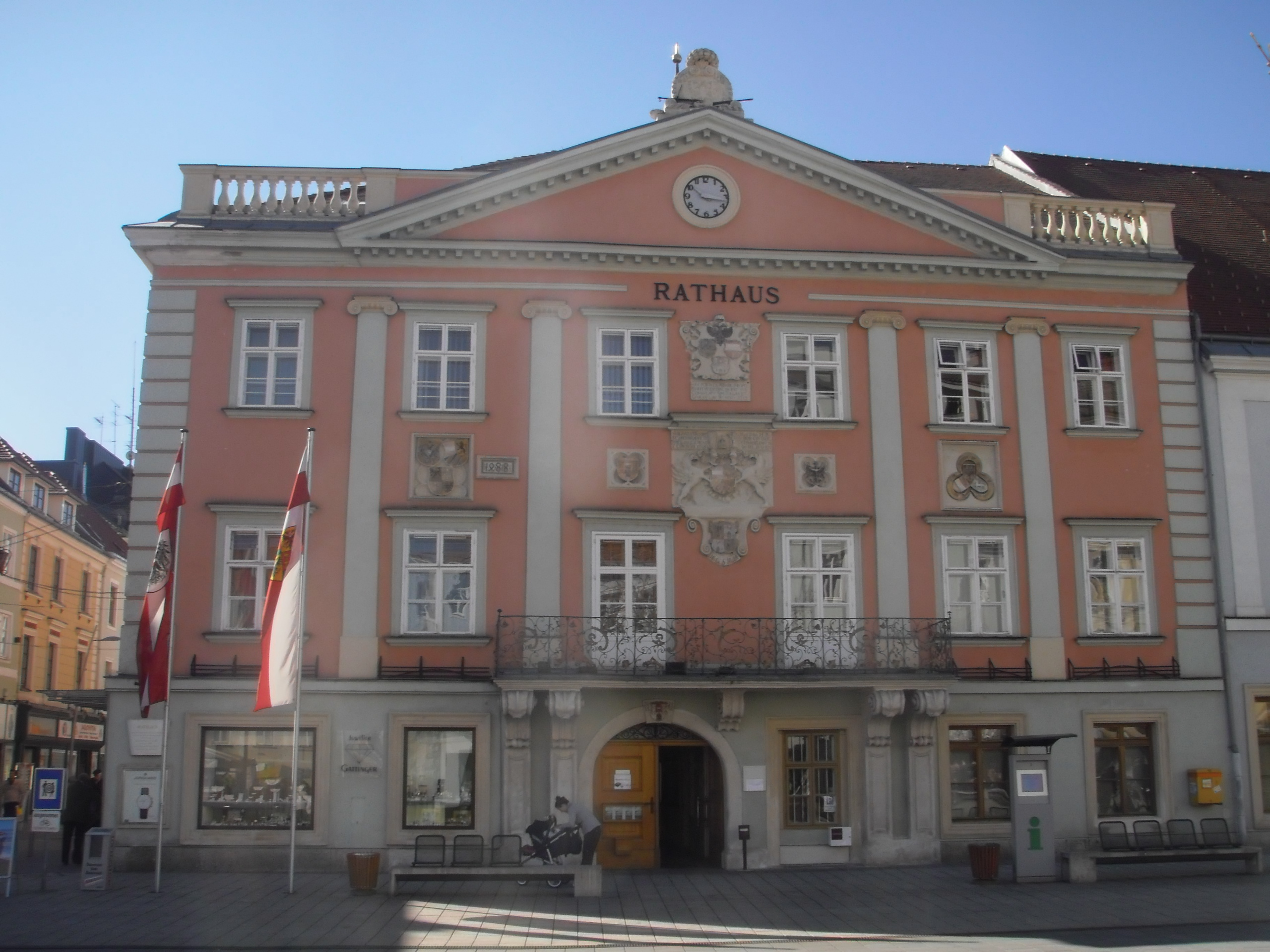
Das Rathaus, seit 1401 Sitz der Gemeindevertretung

Der Stadtsenat (2020–2025) besteht aus folgenden Mitgliedern (Stadträten):
- Bürgermeister Klaus Schneeberger (ÖVP)
- Bürgermeister-Stellvertreter Michael Schnedlitz (FPÖ), Wohnungen und Soziales
- 1. Vizebürgermeister Christian Stocker (ÖVP), Finanzen, Liegenschafts- und Immobilienverwaltung
- 2. Vizebürgermeister Rainer Spenger (SPÖ), Archiv, Denkmalpflege und internationale Beziehungen
- Erika Buchinger (ÖVP), Frauen, Familie und Gesundheit
- Franz Dinhobl (ÖVP), Stadtentwicklung, Infrastruktur und Mobilität
- Sabine Bugnar (SPÖ), Bau und Stiftungen[41]
- Philipp Gruber (ÖVP), Bildung, Jugend und Sport
- Norbert Horvath (SPÖ), Umwelt und Beschaffung
- Franz Piribauer (ÖVP), Fremdenverkehr, Kultur und Blaulichtorganisationen
- Selina Prünster (Grüne), Veterinär

Grundsätzlich besteht der Stadtsenat aus dem ersten und dem zweiten Vizebürgermeister und acht Stadträten. Die im Gemeinderat vertretenen Wahlparteien haben gemäß ihrer Stärke Anspruch auf Vertretung im Stadtsenat. Den Vorsitz führt der Bürgermeister. Der Magistratsdirektor nimmt an den Sitzungen mit beratender Stimme und mit dem Recht auf Antragsstellung teil.

### Bürgermeister
siehe auch Liste der Bürgermeister von Wiener Neustadt
Seit 1945:
- 1945–1965: Rudolf Wehrl
- 1965–1984: Hans Barwitzius
- 1984–1993: Gustav Kraupa
- 1993–1997: Peter Wittmann
- 1997–2005: Traude Dierdorf
- 2005–2015: Bernhard Müller[42]
- seit 2015: Klaus Schneeberger[43]

### Städtepartnerschaften

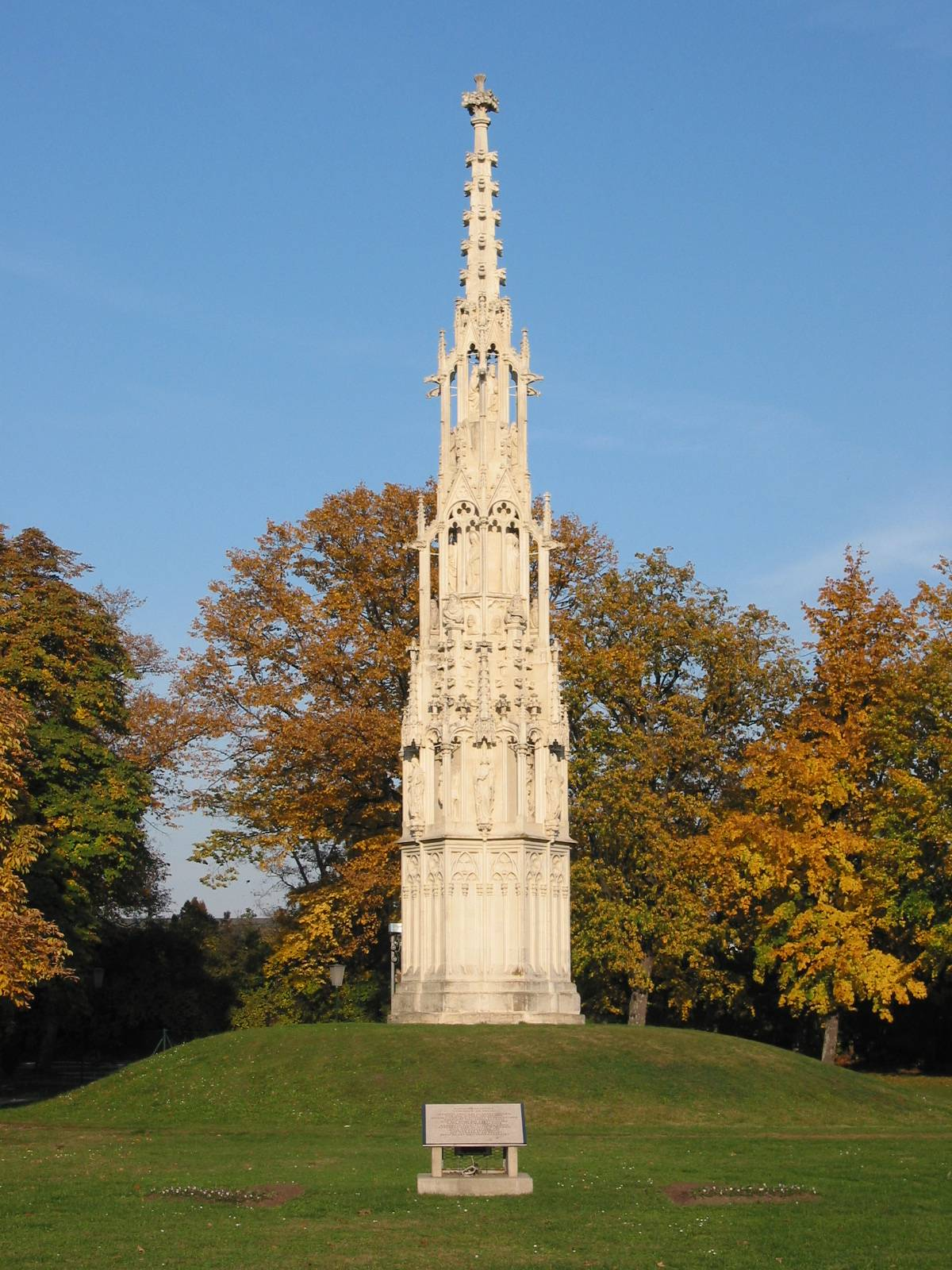
Die Spinnerin am Kreuz im Walther-von-der-Vogelweide-Park neben dem Friedhof

- Monheim am Rhein, seit 1971
- Desenzano del Garda, seit 2002
- Harbin, seit 2006

#### Arbeitsgemeinschaft
- Wiener Neustadt ist Mitglied der Arbeitsgemeinschaft Neustadt in Europa, in der sich (derzeit) 37 Städte und Gemeinden mit Namen Neustadt aus Deutschland, Österreich, Ungarn, Tschechien, Polen, der Slowakei und den Niederlanden zusammengeschlossen haben.

#### 3-Städte-Freundschaft
- Eisenstadt
- Sopron

### E-Government
Seit 2006 stellt die Verwaltung in Wiener Neustadt, im Rahmen des Kooperationsprojektes des Städtebunds amtsweg.gv.at, den Bürgern ein elektronisches Formularservice zur Verfügung, mit welchem Online-Formulare ohne infrastrukturellen Aufwand eingereicht werden können. Diese Formulare basieren auf AFORMSSOLUTION des Unternehmens aforms.

## Wirtschaft
In Wiener Neustadt wurden 2001 2.302 Arbeitsstätten gezählt, an welchen insgesamt 25.377 Personen beschäftigt waren. Das Stadtgebiet besteht zu rund 13 % aus Betriebsflächen.

### Ansässige Unternehmen
- Triumph International, Zentralbetrieb für Österreich
- Begünstigt durch den Flugplatz Wiener Neustadt/Ost gibt es seit 1998 die Flugzeugproduktion der Diamond Aircraft auf dem Gebiet des Ecoplus Wirtschaftsparks Wiener Neustadt.
- Seit 2006 werden von der Firma Schiebel Drohnen gebaut.
- APS Austria Personalservice, österreichweit tätig im Bereich der Personaldienstleistung.

### Einkaufen
Die Hauptachsen der Altstadt haben sich in den vergangenen 40 Jahren zu Einkaufsstraßen mit Fußgängerzonen entwickelt. In diesen haben sich – neben den kleineren, familiengeführten Geschäften – in den letzten Jahren auch viele Filialen von Handelsketten angesiedelt. Auch wenn der Druck durch die Einkaufszentren an der Peripherie (vor allem durch den „Fischapark“) auf die innerstädtische Wirtschaft enorm gewachsen ist, hat sich Wiener Neustadts Zentrum in den letzten fünf Jahren wieder gefangen und kann Umsatzsteigerungen vermelden.
Nach dem Vorbild des Wiener Naschmarkts wurde der Marienmarkt mit im Zentrum von Wiener Neustadt als neue Einrichtung um Menschen – entgegen der Strömung zu peripheren Einkaufszentren – ins Stadtzentrum zu ziehen geplant und im April 2017 eröffnet. Die Flächen in einem gestreckten Kiosk mit kleinem Vordach werden von zehn Standbetreibern bewirtschaftet.
In Wiener Neustadt gibt es neben der Innenstadt fünf Industrie- und Einkaufsgelände: Im Norden, entlang der B17; im Osten, in der Stadionstraße; im Westen, beim Fischapark; und im Süden, entlang der B17.

### Tourismus
Wiener Neustadt wird aufgrund mehrerer historisch bedeutsamer Bauwerke (u. a. Dom, Hauptplatzensemble, Stadtmauerreste) von Touristen besucht. Die Stadt bietet einen Kulturparcours an, auf dem alle Sehenswürdigkeiten der Innenstadt liegen. Mit der Arena Nova besitzt die Stadt eine mittelgroße Veranstaltungshalle für popkulturelle und sportliche Veranstaltungen (z. B. Handball-EM 2010, TV-Show Musikantenstadl), die ebenfalls regelmäßig Anziehungspunkt für Besucher der Stadt sind.
Im Jahr 2019 fand die Niederösterreichische Landesausstellung unter dem Thema „Welt in Bewegung – Stadt.Geschichte.Mobilität“ statt, die auf die Entwicklung der Mobilität von den Habsburgern bis ins Heute und in die Zukunft verwies. Für diese Ausstellung wurden Kasematten als neues Ausstellungs- und Besucherzentrum für Wiener Neustadt hergerichtet.

## Verkehr

### Bahn

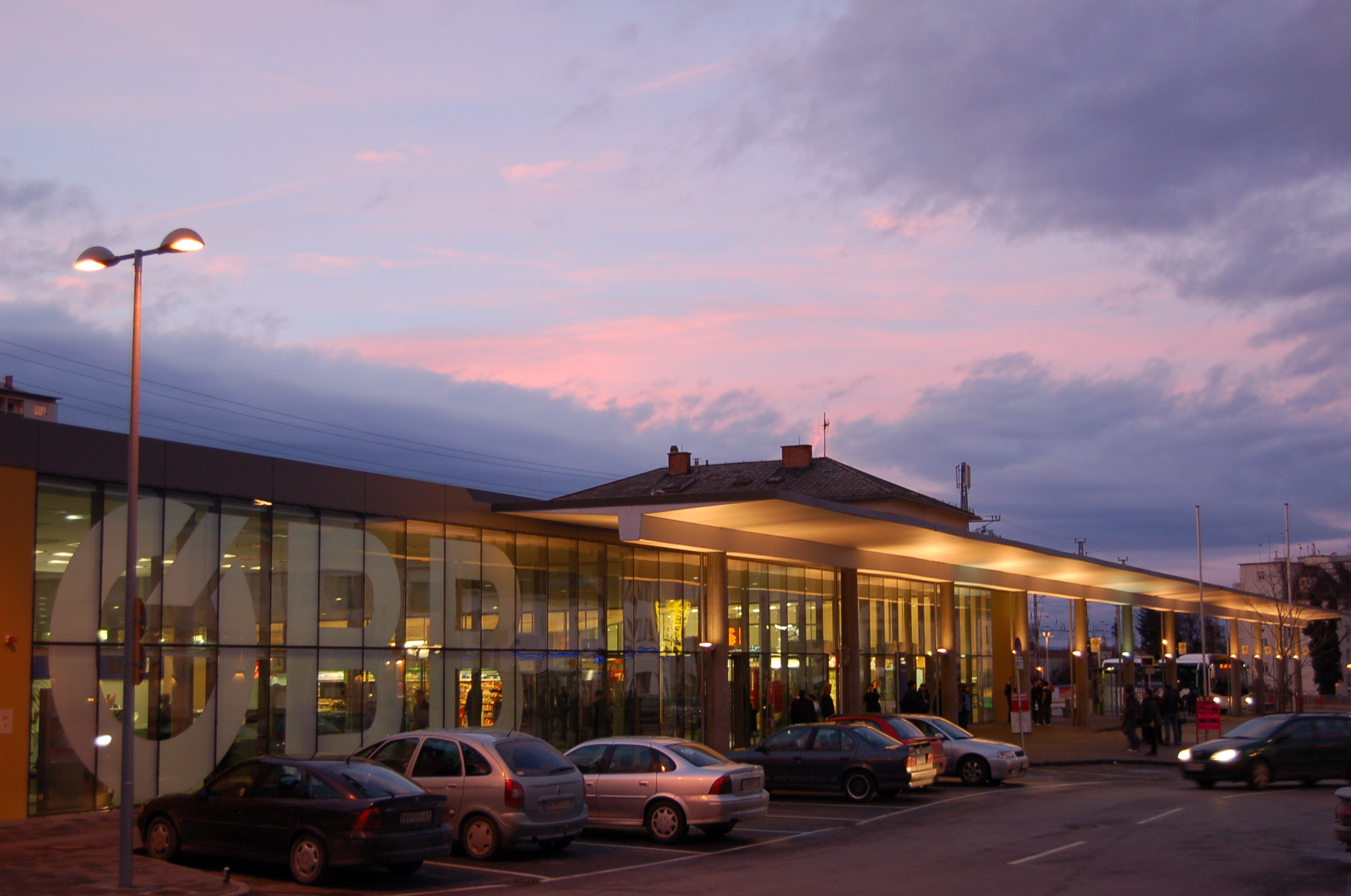
Der Bahnhof Wiener Neustadt

Wiener Neustadt ist einer der wichtigsten Bahnknotenpunkte Österreichs. Der Hauptbahnhof Wiener Neustadt ist Schnitt- und Ausgangspunkt mehrerer Eisenbahnlinien (Südbahn, Mattersburger Bahn, Aspangbahn, Pottendorfer Linie, Schneebergbahn, Gutensteinerbahn). Mit einer Frequenz von rund 25.000 Reisenden und 700 Reisezügen pro Tag ist er der meistfrequentierte Bahnhof Niederösterreichs.

### Straße

Der Wiener Neustädter Kanal

Siehe: Liste der Straßennamen von Wiener Neustadt
Wiener Neustadt ist auch ein Straßenverkehrsknoten (Süd Autobahn (A2), Mattersburger Schnellstraße (S4)). Zur Entlastung der Bundesstraßen ist die Ostumfahrung Wiener Neustadt geplant (Verbindung der Abfahrt Wiener Neustadt Ost – B21), von der bislang nur der nördliche Teil (B21 – B60) realisiert wurde.
Folgende ehemalige Bundesstraßen führen durch Wiener Neustadt: Wiener Neustädter Straße (B17), Gutensteiner Straße (B21), Puchberger Straße (B26), Pöttschinger Straße (B53), Wechsel Straße (B54) und Leitha Straße (B60).
Öffentlicher Verkehr: Die Wiener Neustädter Stadtwerke und Kommunal Service GmbH – Verkehrsbetriebe (WNSKS) betreiben elf innerstädtische Buslinien in der Stadt (sowie eine Schülerlinie Bahnhof-HTL). Alle städtischen Buslinien (außer Schülerkurse) fahren über den Wiener Neustädter Ring. Außerdem betreiben die Wiener Neustädter Stadtwerke und das Autobusunternehmen Partsch Regionalbusse ins Umland.

### Luft
Die Stadt besitzt einen zivilen Flugplatz mit ICAO-Code (Wiener Neustadt/Ost, LOAN) sowie einen militärischen Flugplatz (Wiener Neustadt/West, LOXN). Der Westplatz darf von zahlreichen Segel- und Motorfliegervereinen sowie einem Fallschirmsprungverein mitbenutzt werden, steht allerdings anderen Flugzeugen der Zivilluftfahrt im Normalfall nicht zur Verfügung. Er ist der größte Grasflugplatz und ältestes als Flugplatz gewidmetes Areal Europas.

### Schiff
In Wiener Neustadt lag bis zum Beginn des 20. Jahrhunderts der Ausgangshafen des Wiener Neustädter Kanals, des einzigen Schifffahrtskanals Österreichs. Der im Jahr 1803 eröffnete Kanal zwischen Wien und Wiener Neustadt, der nach ersten Plänen bis Triest weitergebaut hätte werden sollen, verlor ab den 1870er Jahren sukzessive an wirtschaftlicher Bedeutung, bis der Betrieb in den Jahren vor dem Ersten Weltkrieg endgültig aufgegeben wurde. Der Hafen, der sich an der Ungargasse in der Nähe des heutigen Krankenhauses befand, wurde in den Jahren 1926/27 zugeschüttet. Der Kanal dient heute der Bewässerung, der Stromerzeugung in Kleinwasserkraftwerken sowie als Erholungsgebiet (Radfahrweg und Kanufahrten).

## Bildung und Forschung
Wiener Neustadt ist eine Schul- und Bildungsstadt, ersichtlich an der großen Anzahl an Bildungseinrichtungen. In der Stadt befinden sich neun Volks- und fünf Hauptschulen sowie das Bundesgymnasium Babenbergerring, das Bundesrealgymnasium Gröhrmühlgasse und das Bundesgymnasium Zehnergasse. Daneben beherbergt Wiener Neustadt diverse Höhere Lehranstalten (HTL, HAK und weitere,) ein Bundes-Oberstufen-Realgymnasium (BORG) sowie eine Landesberufsschule. Außerdem befindet sich in Wiener Neustadt die Josef-Matthias-Hauer-Musikschule, die erste Fachhochschule Österreichs mit den Schwerpunkten Technik, Wirtschaft, Gesundheit, Sport und Sicherheit sowie das Europäische Unwetterforschungsinstitut ESSL (European Severe Storms Laboratory). Von 1988 bis 2010 wurde am Josef Matthias Hauer Konservatorium eine Konzertfachausbildung sowie Ausbildung in Instrumental- und Gesangspädagogik (IGP) angeboten.
Unter dem Namen „MedAustron“ wurde ein Zentrum für Ionen- und Protonentherapie sowie Forschung zur Therapie von Krebserkrankungen errichtet. Dort sollen Patienten bzw. deren Tumoren mit Kohlenstoffionen oder Protonen bestrahlt werden. Grundsteinlegung war im März 2011. 2013 erfolgte die Installation des Teilchenbeschleunigers. Seit 2014 läuft ein Probebetrieb. Ab Ende 2015/Beginn 2016 sind die ersten Patientenbehandlungen geplant. Im Vollbetrieb sollen jährlich bis zu 1.200 Menschen behandelt werden.
Forschung und Entwicklung wird maßgeblich im Technologie- und Forschungszentrum Wr. Neustadt betrieben (17.400 m², 500 Arbeitsplätze).
- Die Theresianische Militärakademie, 1751 von Maria Theresia gegründet, dient der Offiziersausbildung des Bundesheeres. Ebendort befand sich das 1965 gegründete Militärrealgymnasium, dessen Nachfolger ab dem Schuljahr 2019/20 die Bundeshandelsakademie für Führung und Sicherheit an der Theresianischen Militärakademie in Wiener Neustadt sein soll.[63]
- Die Höhere Technische Bundeslehr- und Versuchsanstalt Wiener Neustadt wurde 1873 als Fachschule für Maschinenbau gegründet.
- Die Höhere Lehranstalt für wirtschaftliche Berufe Wiener Neustadt wurde 1924 als private Frauengewerbeschule für Weißnäherei und Kleidermacher gegründet.
- Die 1873 gegründete Landes-Lehrerbildungsanstalt wurde 1962 geschlossen und das Schulgebäude als BORG Wiener Neustadt weitergeführt und um 2000 erweitert.
- Die Waldschule entstand 1920 für die unterernährten Kinder der Stadt und ist heute eine heilpädagogische Schule für körperbehinderte Kinder. Im September 2021 wurde am Areal der Waldschule zusätzlich zu einer seit vier Jahren bestehenden Volksschule eine Mittelschule eröffnet. Die NMS Föhrenwald wird als Außenstelle der Europamittelschule mit dem Schwerpunkt Soziales und Gesundheit geführt.[64]
- Die Handelsakademie und Handelsschule wurde 1945 als Städtische Schule gegründet und wird seit 1961 zur Bundesschule geführt.
- Die Fachhochschule Wiener Neustadt wurde 1994 gegründet und hat auch Standorte in Wieselburg und Tulln.
- Die Ferdinand-Porsche-FernFH.
- Das Technologie- und Forschungszentrum Wiener Neustadt wurde 1999 gegründet.
- Wiener Neustadt ist einer der vier Technopole Niederösterreichs.
- Die Schwerpunkte des TFZ (Technologie- und Forschungszentrum) Wiener Neustadt/Technopol Wiener Neustadt liegen auf den Bereichen der Medizin- und Materialtechnologien: Materialien, Tribologie (Reibung, Verschleiß, Schmierung), Medizintechnik, Sensorik-Aktorik und Oberflächen.[65]
- Das Research- and Training Centre des ESSL wurde 2012 in der Bräunlichgasse eröffnet und veranstaltet jährlich das ESSL Testbed mit Teilnehmern aus ganz Europa. 2015 findet in Wiener Neustadt die Europäische Unwetterkonferenz ECSS statt.[66]
- Die Schulen HLM und BAfEP Wiener Neustadt übersiedelte 2017 aus der Kammann-Kaserne in die ehemalige Landesberufsschule und vormalige Taubstummenanstalt.
- Bibliothek im Zentrum Wiener Neustadt

### Gesundheit

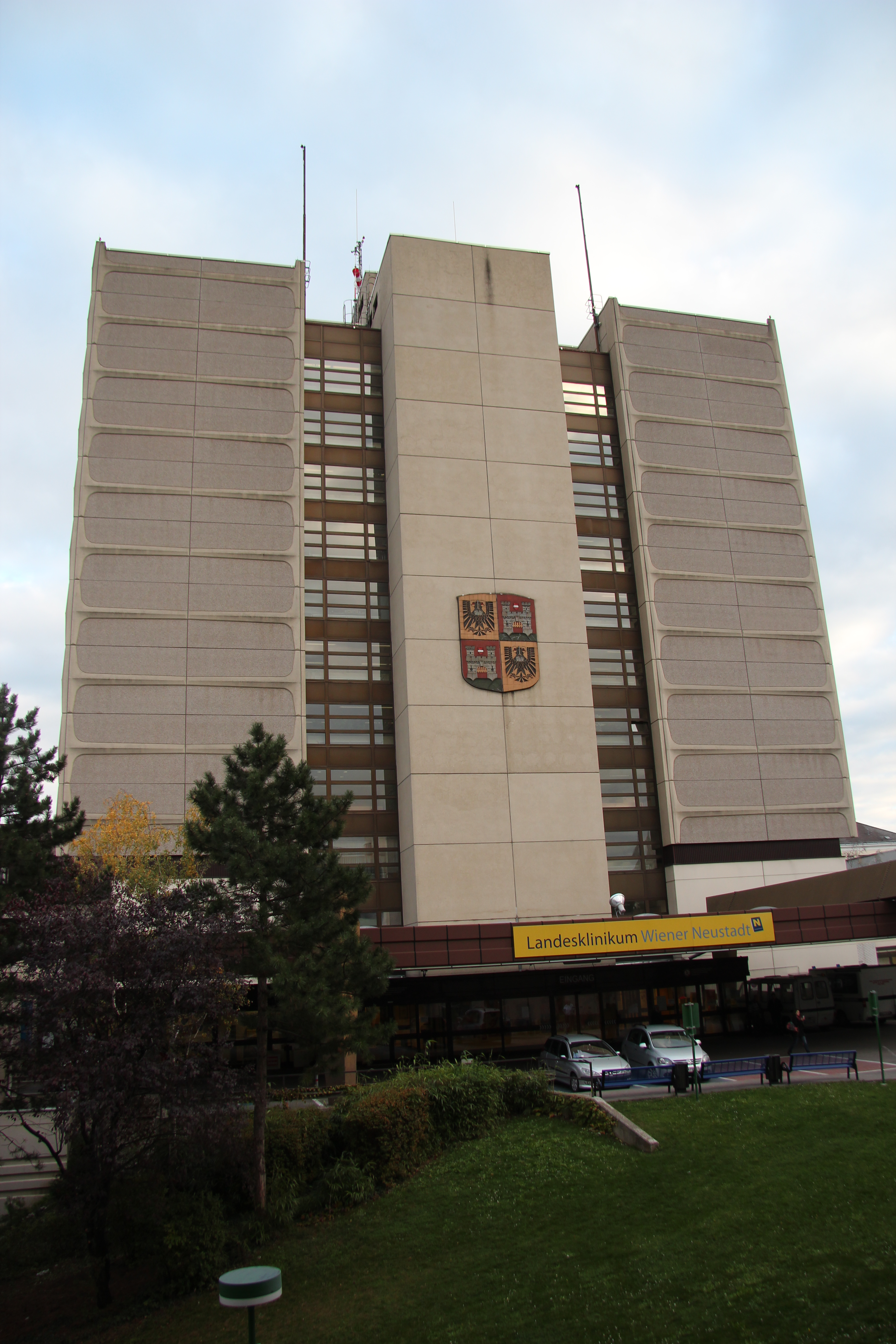
Landesklinikum Wiener Neustadt

- Landesklinikum Wiener Neustadt

## Kultur und Sehenswürdigkeiten

### Sakralbauten

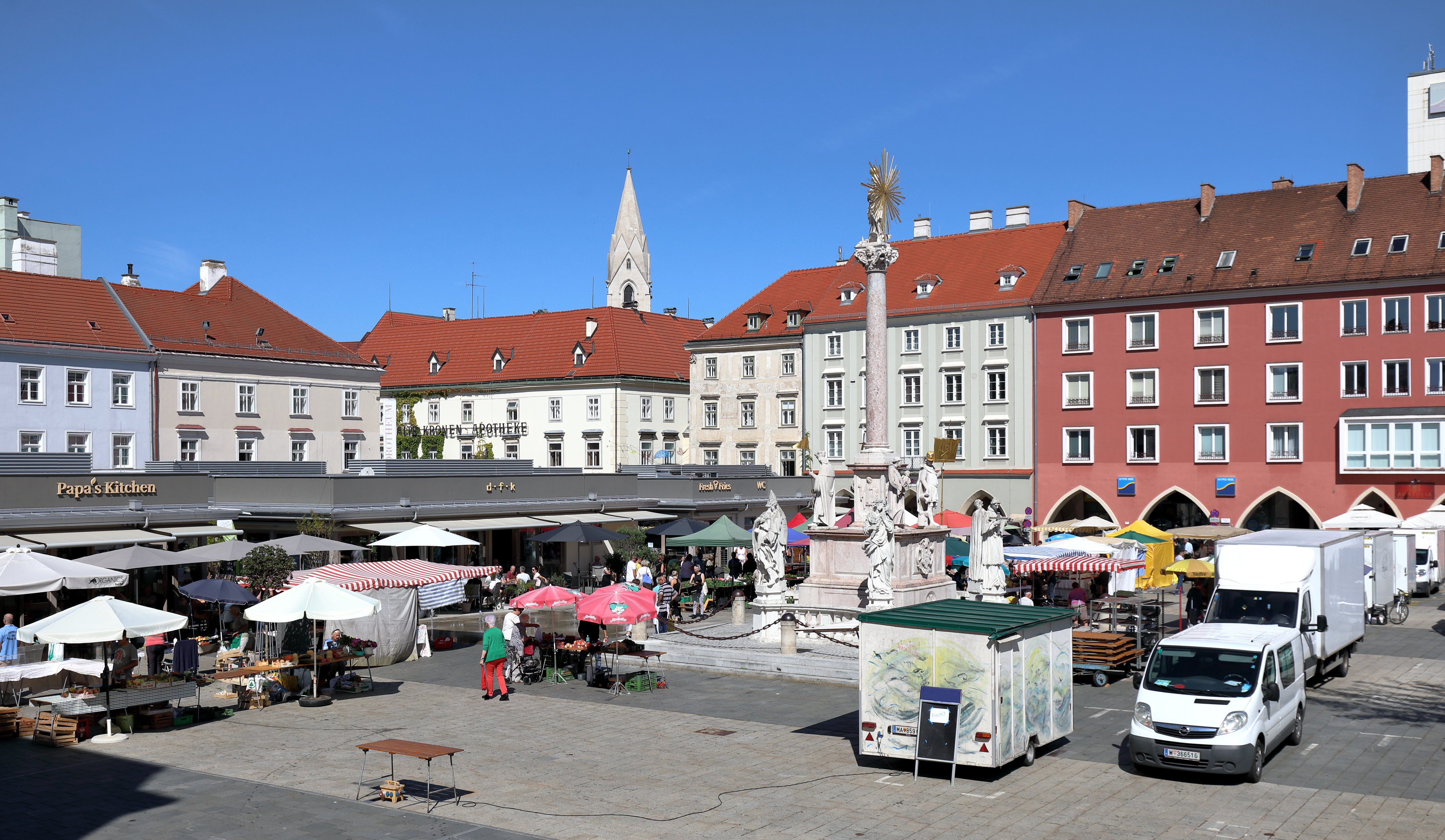
Der Hauptplatz von Wiener Neustadt

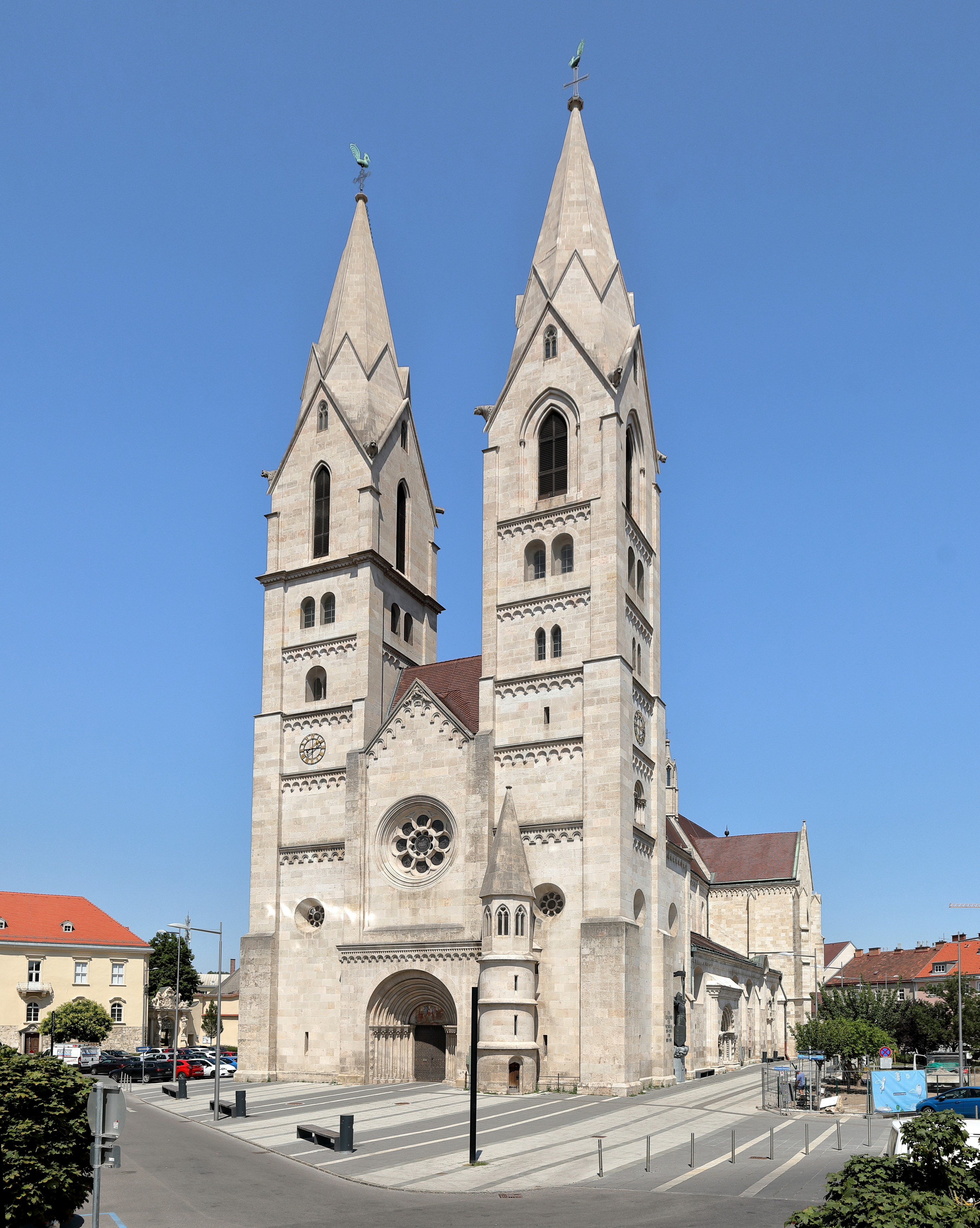
Südwestansicht des Domes

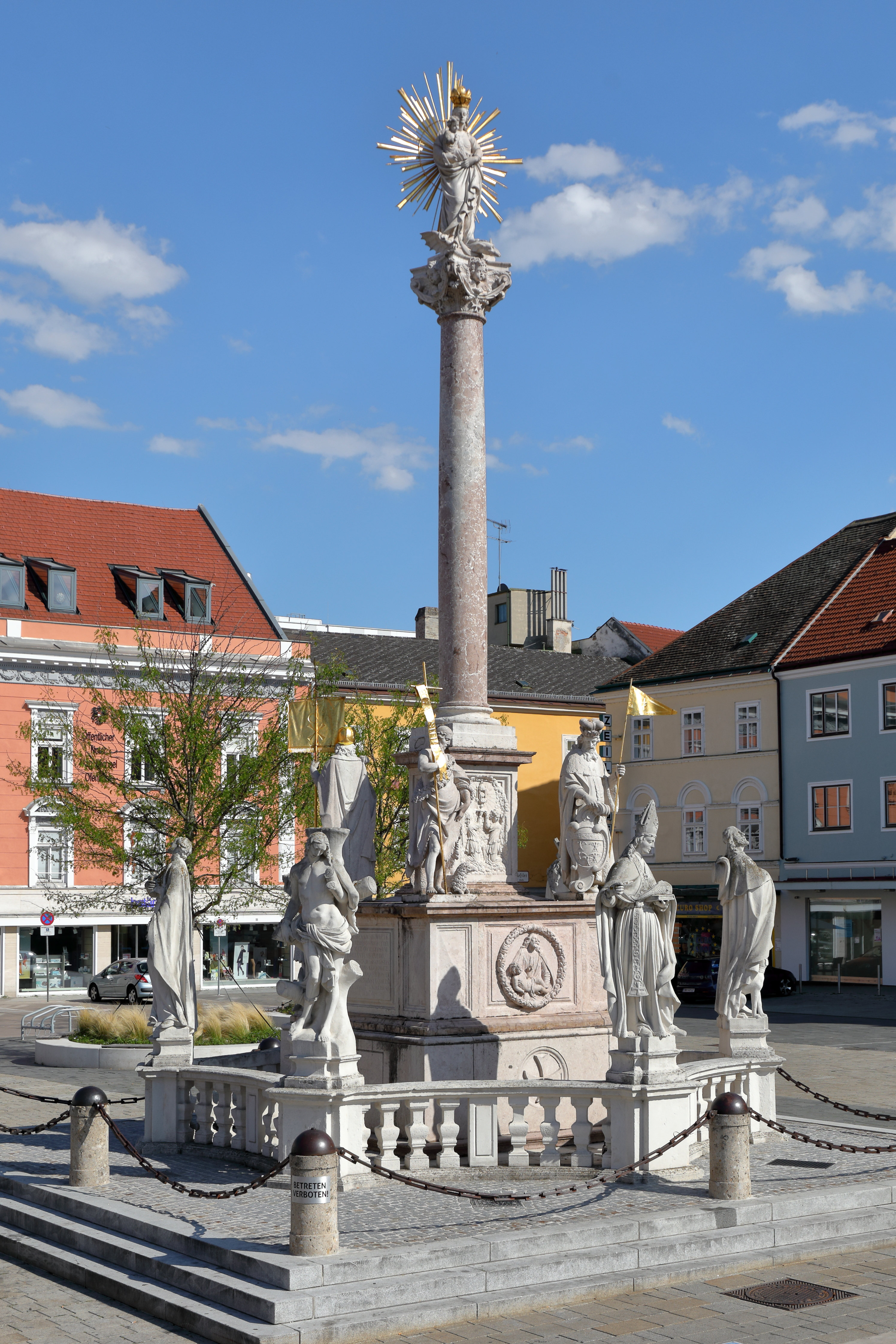
Mariensäule

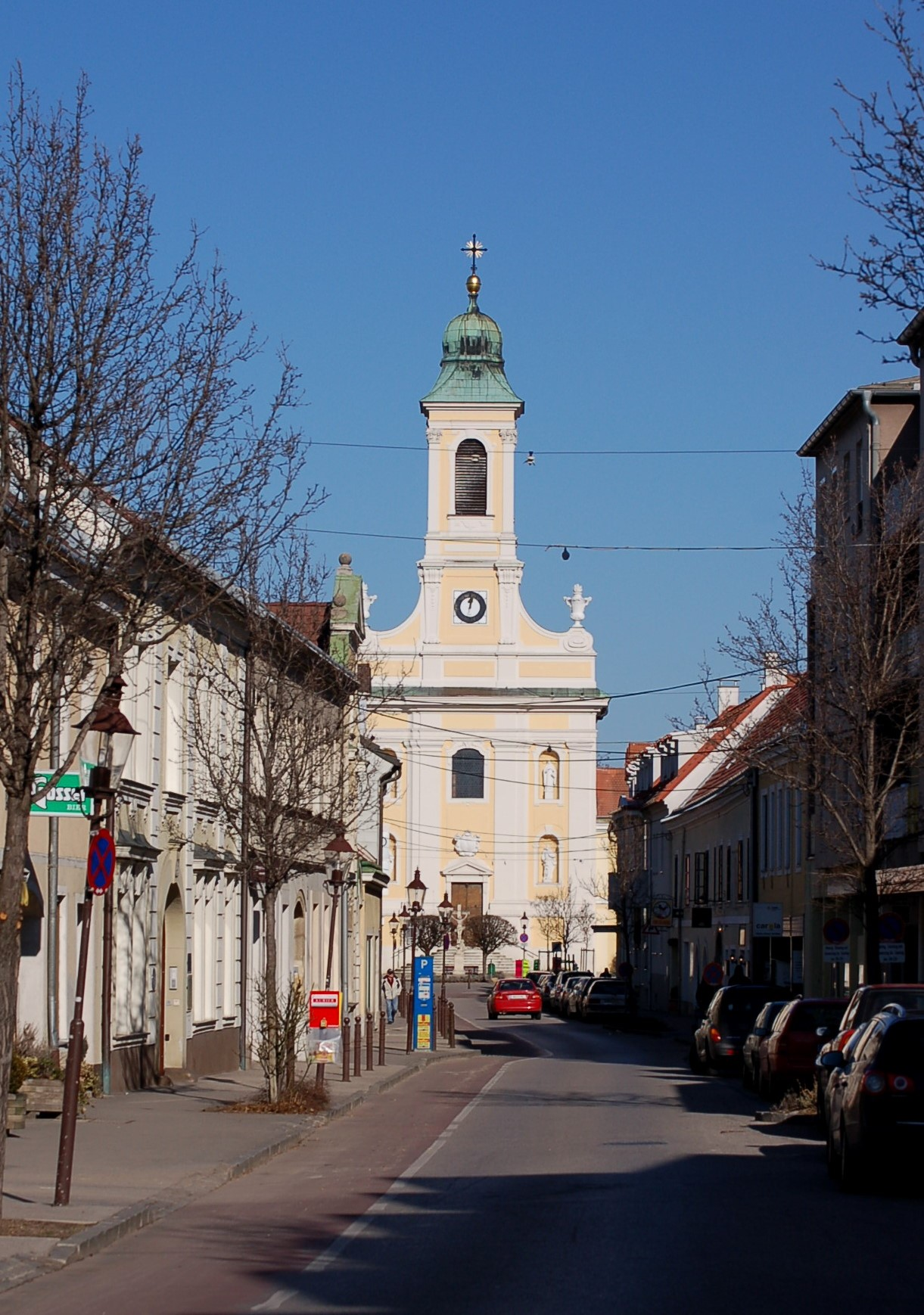
Vorstadtkirche

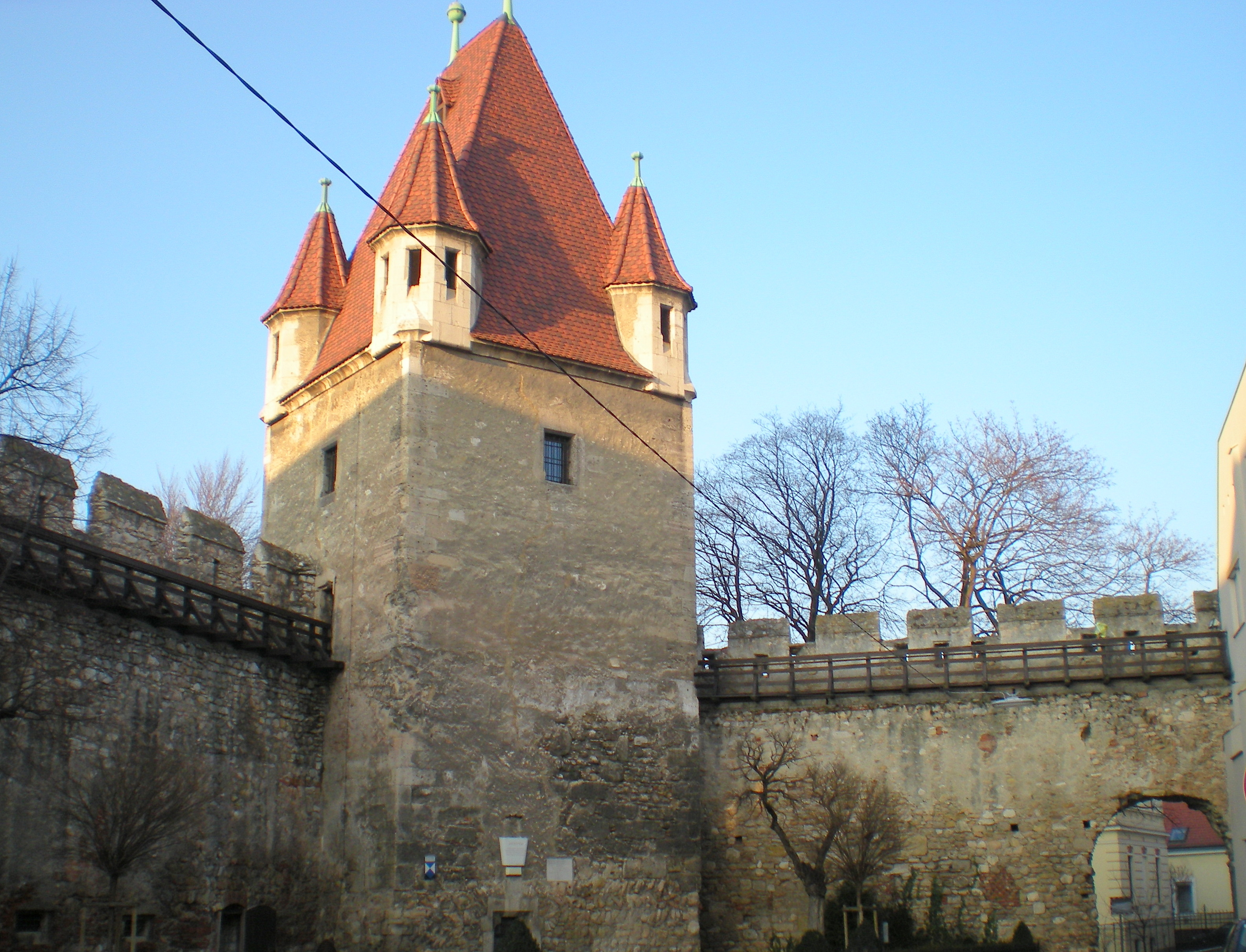
Reckturm mit Stadtmauer

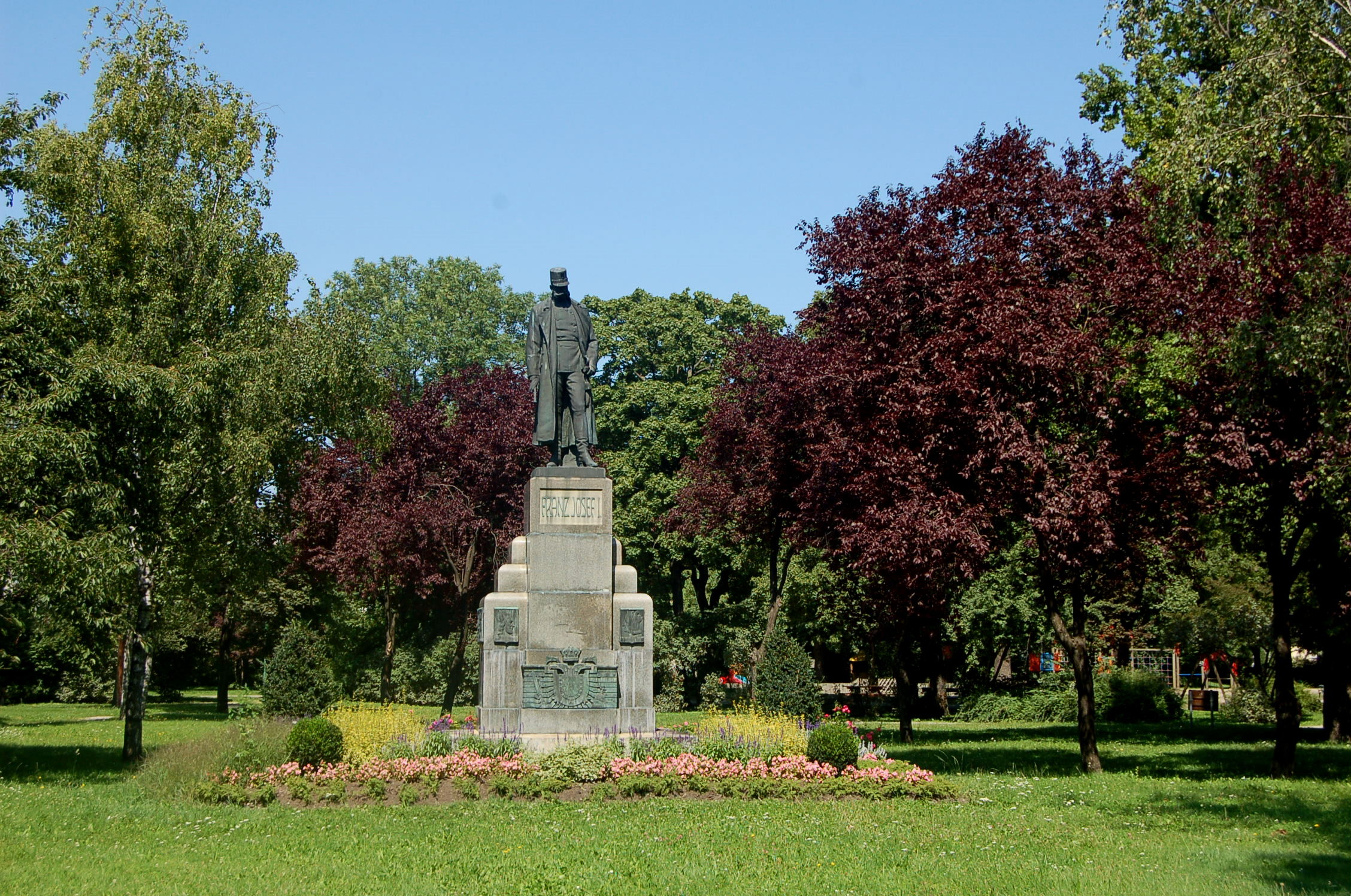
Stadtpark

- Dom von Wiener Neustadt: Der Wiener Neustädter Dom ist ein im Kern spätromanisches Bauwerk, welches 1279 geweiht wurde. Im ersten Viertel des 14. Jahrhunderts wurde das Querschiff und der polygonale Chor mit den Seitenchören sowie eine zweigeschoßige Sakristei im Norden errichtet.[67] Unter Kaiser Friedrich III. erfolgten im 15. Jahrhundert Umbauten und eine Neuausstattung. Unter anderem wurde das Langhaus mit den Holzstatuen der zwölf Apostel ausgestattet. Von 1588 bis 1630 war Melchior Khlesl Administrator der Diözese Wiener Neustadt. Er stiftete die frühbarocke Kanzel. Der spätbarocke Hochaltar mit dem Hochaltarbild von Gianbettino Cignaroli, das die Himmelfahrt Mariens darstellt, wurde 1776 eingeweiht. Nach mehreren Erdbeben wurden die 64 Meter hohen Türme im 19. Jahrhundert baufällig. 1886 wurden sie daher abgetragen und nach den alten Plänen unter der Leitung des Wiener Architekten Richard Jordan von 1892 bis 1899 wieder aufgebaut. Von 1975 bis 1999 wurde der Dom vollständig renoviert.[68]
- Propstei
- Burg in Wiener Neustadt mit der Theresianischen Militärakademie und der St.-Georgs-Kathedrale und der Wappenwand: Die Militärakademie ist die ehemalige Burg des Landesfürsten bzw. eine Vierturmburg aus dem 13. Jahrhundert. Im 15. Jahrhundert wurde sie als Residenz des Habsburgers Friedrich III. ausgebaut. In der Mitte des 15. Jahrhunderts wurde die St.-Georgs-Kapelle in den Westtrakt der Burg eingebaut. Es handelt sich dabei um eine gotische Hallenkirche mit wertvollen Glasgemälden und einer Wappenwand. 1459 wurde der spätere Kaiser Maximilian I. in der Burg geboren und 1519 in der St.-Georgs-Kapelle beigesetzt. Maria Theresia bestimmte 1752 die Burg zum Sitz der von ihr gegründeten Militärakademie. Im Zweiten Weltkrieg wurde die Militärakademie nahezu völlig zerstört. Die Burg und die St. Georgs-Kathedrale wurden dann nach dem alten Vorbild wiederaufgebaut.
- Stiftskirche mit Barbarakapelle und Kreuzkapelle und Stift Neukloster: Die Gründung erfolgte ursprünglich 1227 als Kirche und Kloster der Dominikaner durch eine Stiftung von Herzog Leopold VI. Durch den Einzug der Zisterzienser aus Rein unter dem Abt Heinrich Strenberger wurde das Stift Neukloster unter Herzog Friedrich IV. gegründet. Eleonore Helena von Portugal, die Gattin von Friedrich III. und Mutter von Maximilian I. wurde 1467 in der Apsis bestattet, wo auch drei Kinder des Kaiserpaares bestattet sind. Papst Pius VI. reiste 1782 zu Kaiser Joseph II. und besuchte dabei auch das Neukloster. 1793 wurde das Requiem von Mozart in der Stiftskirche aufgeführt, und zwar zum ersten Mal in seiner ursprünglichen Bestimmung als Seelenmesse für die verstorbene Frau des Grafen Walsegg. 1881 erfolgte die Vereinigung des Neuklosters mit dem Stift Heiligenkreuz. Der berühmte gotische Marienaltar (Wiener Neustädter Altar) wurde 1884 an das Domkapitel von Sankt Stephan in Wien verkauft.
- Kapuzinerkirche St. Jakob und Kapuzinerkloster: An der Stelle, wo sich 1623 unter Kaiser Ferdinand II. die Kapuziner niederließen, stand ein altes Minoritenkloster aus dem Jahre 1267, das seit der Reformation verlassen und verfallen war. Den Bau des Klosters, zu dem am 10. August 1623 der Grundstein gelegt wurde, haben Wohltäter finanziert. Am 16. Jänner 1628 konsekrierte Kardinal Melchior Khlesl die noch teilweise bestehende (Presbyterium der ehemaligen Minoritenkirche) und erneuerte Kirche auf ihren früheren Titel zu Ehren des hl. Apostels Jakobus. Im Jahre 1939 wurde die Pfarre errichtet. Das Haus, seit 1941 teilweise beschlagnahmt, erlitt gleich der Stadt am Ende des Krieges schwere Bombenschäden. Der sogenannte Provinzialatstrakt wurde gänzlich zerstört und der Osttrakt war dem Einsturz nahe. 1945 wurde das Kloster dem Orden zurückgegeben und restauriert. 1973 wurde das Innere der Kirche neu gestaltet. Mit 31. Dezember 1979 wurde die Pfarre aufgelassen.
- Flugfeldkirche
- Kriegsspitalkirche
- Erlöserkirche
- Familienkirche Schmuckerau
- Vorstadtkirche hl. Leopold und Jesuitenkolleg: Eine Kirche und ein Pfarrhof wurden 1737–1745 in der Wienervorstadt errichtet und den Jesuiten übergeben. Gestiftet wurde dieser Bau von der zum Christentum konvertierten türkischen Familie Zungaberg. Nach Aufhebung des Jesuitenordens im Jahre 1773 diente die Jesuitenkolleg als Militärspital, von 1904 bis 1992 war darin das Stadtmuseum untergebracht, seit 1992 befindet sich in dem barocken Gebäude das Stadtarchiv.
- Evangelische Auferstehungskirche
- Johannes-von-Nepomuk-Kapelle

### Ehemalige Sakralbauten
- Deutschordenskommende Wiener Neustadt
- Karmeliterkirche Wiener Neustadt
- Paulanerkloster
- St. Peter an der Sperr: Das ehemalige Kloster der Dominikanerinnen stammt aus dem 13. Jahrhundert, wurde 1444 den Dominikanern übergeben und von dem kaiserlichen Baumeister Peter von Pusica in der zweiten Hälfte des 15. Jahrhunderts umgebaut. Das Kloster wurde im 16. Jahrhundert, die Kirche im 18. Jahrhundert säkularisiert. 1966 wurde die Kirche restauriert und dient seither als Ausstellungsraum. Zusammen mit einem Zubau aus den Jahren 1992/93 beherbergt das alte Klostergebäude seit 1994 das Stadtmuseum, eines der ältesten Museen Niederösterreichs, das durch wechselnde Sonderausstellungen, ein umfangreiches Vermittlungsprogramm und Konzerte fest im kulturellen Leben der Stadt verankert ist.
- Evangelisches Bethaus Wiener Neustadt, ursprünglich Erste Synagoge Wiener Neustadt

### Altstadtbauten
- Gotische Arkaden am Hauptplatz
- Reste der Stadtmauer
- Reckturm: Der Reckturm ist der nordwestliche Eckturm der Stadtbefestigung, welcher Anfang des 13. Jahrhunderts errichtet wurde. Früher wurde er zur Unterbringung von Folterinstrumenten verwendet. Seit 1957 gibt es im Reckturm ein kleines Museum zu besichtigen und seit 1994 eine Ausstellung einer privaten Waffensammlung.
- Mariensäule: Die Mariensäule befindet sich am Hauptplatz der Stadt und wurde im Auftrag des Wiener Neustädter Bischofs Leopold Graf Kollonitsch errichtet. Sie soll an die Hochzeiten 1678 der Schwestern Kaiser Leopolds I. in der St. Georgs-Kirche der Wiener Neustädter Burg erinnern.
- Spinnerin am Kreuz: Die Spinnerin am Kreuz ist eine eindrucksvolle, gotische Wegsäule, die Ende des 14. Jahrhunderts vom Wiener Neustädter Stadtrichter Wolfhart von Schwarzensee gestiftet wurde. Schöpfer dieser 21 m hohen Steinsäule war der herzogliche Baumeisters Michael Knab.

### Profanbauten
- Wasserturm: 1909/10 wurde der Wasserturm nach den Plänen der Wiener Architekten Theiss und Jaksch errichtet. Der weithin sichtbare Wasserturm wurde bald zum Wahrzeichen der Stadt. Der Platz daneben war Geschichten der Lowara zufolge ein beliebter Treffpunkt für Rom(a)Roma, an dem Beratungen abgehalten wurden und Rom(a) Urteilssprüche verkündet wurden.[69]
- Torbogen der ehemaligen Lokomotivfabrik (Raxwerke) und Lokomotive Fanny an der Pottendorfer Straße: 1870 wurde die kleine Lokomotive in der Wiener Neustädter Lokomotivfabrik hergestellt und bis 1966 für innerbetriebliche Transporte verwendet. 1973 wurde sie als Industriedenkmal aufgestellt.
- Renaissancetor des ehemaligen kaiserlichen Zeughauses
- Barockes Gartenhäuschen: An die mittelalterliche Stadtmauer angebaute „Sala terrena“ aus dem Ende des 17. Jahrhunderts, mit interessanten Stuckaturen an Wänden und Gewölbe.
- Schrauthammerbrunnen
- Biedermeier-Gartenhäuschen
- Villa Burkhard
- Das mächtige späthistoristische Gerichtsgebäude (Landesgerichtsgebäude Wiener Neustadt)
- Kuckucksuhr[70]
- Metallplastik „Der Aufstieg“

### Industriebauten
- Raxwerke
- Wiener Neustädter Lokomotivfabrik

### Plätze und Parks
- Hauptplatz[71]
- Domplatz
- Akademiepark
- Stadtpark
- Walter-von-der-Vogelweide-Park
- Esperantopark

### Brunnen

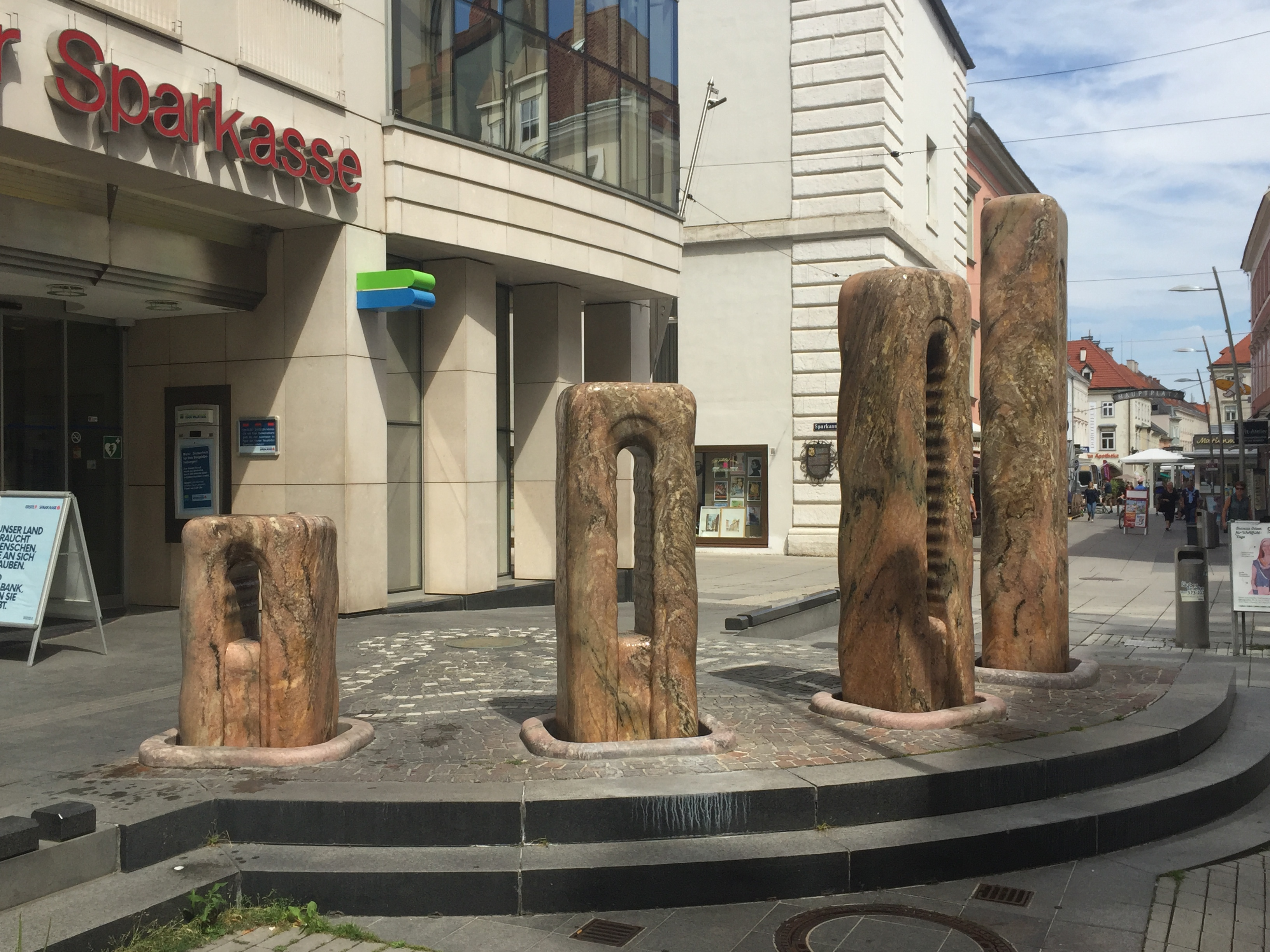
Der Sparkassenbrunnen von Hans Muhr

- Der Sparkassenbrunnen in der Neunkirchner Straße wurde 1993 vom Bildhauer Hans Muhr errichtet.

## Kultur
Seit 1983 wird der Kulturpreis der Stadt Wiener Neustadt verliehen.

### Landesausstellung 2019
Unter dem Titel „Welt in Bewegung – Stadt.Geschichte.Mobilität“ fand 2019 die Niederösterreichische Landesausstellung in Wiener Neustadt statt. Sie zeigte die Entwicklung der Mobilität von den Habsburgern bis heute.
Unter Einbeziehung der umgebenden Wiener Alpen wurde die Technik- und Pioniergeschichte der Stadt in den historischen Kasematten und im Stadtmuseum präsentiert. Dafür wurden sowohl die Kasematten als auch das Stadtmuseum neu gestaltet.

### Museen
Im Stadtgebiet gibt es eine Vielzahl interessanter Museen zu besuchen:

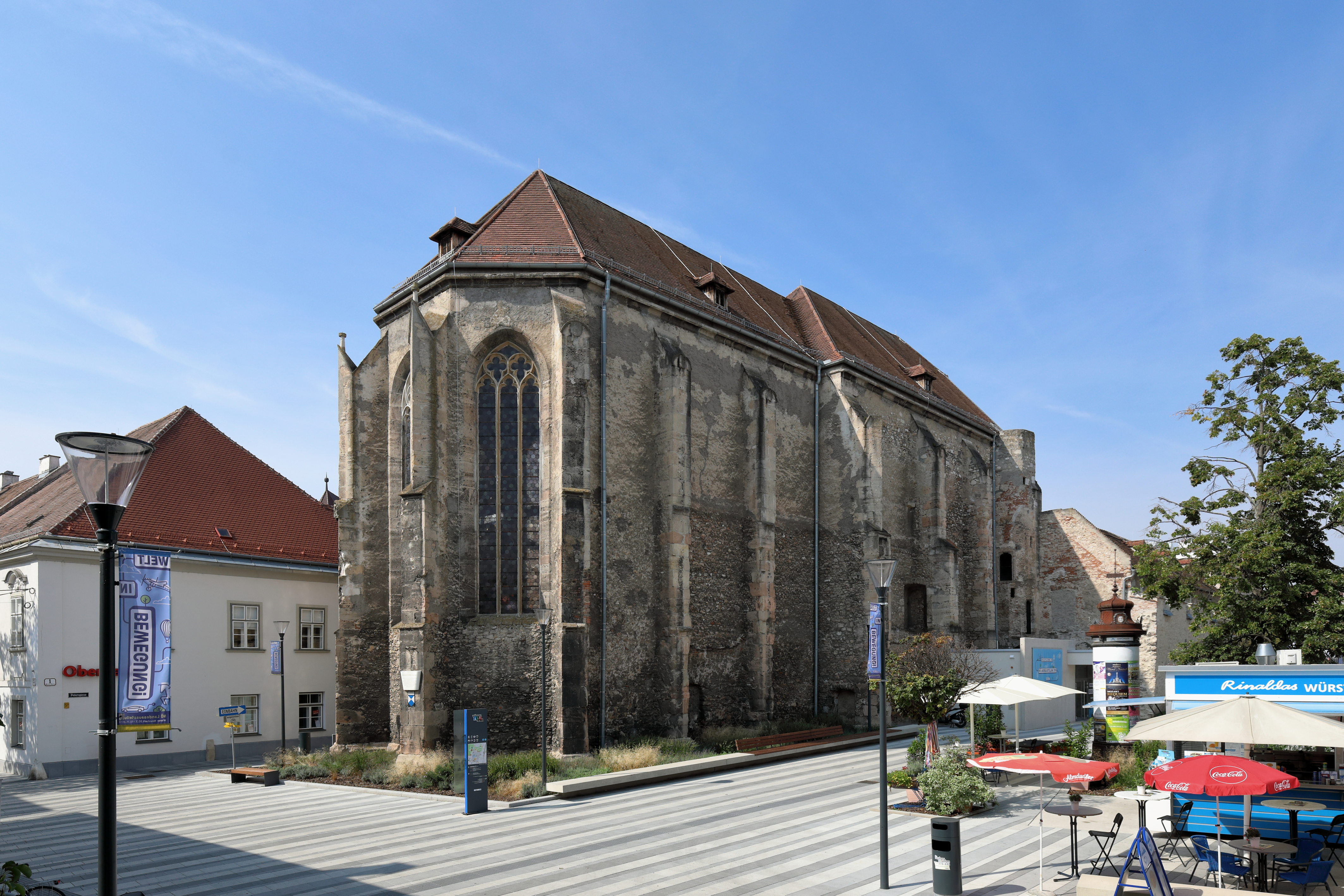
St. Peter an der Sperr, heutiges Stadtmuseum

- Stadtmuseum Wiener Neustadt mit dem Ausstellungsraum St. Peter an der Sperr und dem Turmmuseum im Dom
- Stadtarchiv Wiener Neustadt im ehemaligen Jesuitenkolleg der Vorstadtkirche
- Flugmuseum Aviaticum – übersiedelt derzeit, Eröffnung etwa Frühjahr 2020
- Industrieviertel-Museum
- Krankenhaus-Museum
- Kurt Ingerl-Gedenkraum
- Mineralogisches Museum
- Waffen- und Foltermuseum im Reckturm
- Bürgercorps–Museum
- Mineralogisches Museum (?) ehemals in der Karmeliterkirche
- Museum der Theresianischen Militärakademie[73]

### Theater
- Stadttheater Wiener Neustadt
- Bernardisaal im Neukloster

### Kino
Cineplexx Wiener Neustadt.

### Film
In Wiener Neustadt spielte 1995 die Serie Spritzen-Karli mit Karl Merkatz und Hanno Pöschl, in der Merkatz einen Feuerwehrmann verkörpert. Wiener Neustadt ist die Geburtsstadt von Karl Merkatz.
Das von 2011 bis 2017 in Wiener Neustadt bestehende internationale Filmfestival Frontale bot Amateuren und Filmprofis eine Plattform, ihr Können zu zeigen und mit anderen Filmemachern in Wettbewerb zu treten. Die Frontale verstand sich nicht als reiner Ort des Filmkonsums, sondern auch als Diskursplattform zwischen Publikum, Cineasten, Filmemachern und Schauspielern. Bis 2017 fand die Veranstaltung in der Veranstaltungsstätte SUB statt, 2017 fand diese im Stadttheater statt. Festivalleiter 2017 war der künstlerische Leiter des Stadttheaters, Christoph Dostal. 2018 wurde das Filmfestival abgesagt. Festival-Mitgründer Reinhard Astleithner, der mit Dostal seit 2017 das Direktoren-Duo bildete, hatte im Juni 2018 seinen Rücktritt erklärt. Ihm folgten das Projekt- und Entwicklungsteam mit ehrenamtlichen Mitarbeitern, Moderatoren und die Festival-Jury.
Das Filmarchiv Austria veröffentlichte 2019 im Rahmen der Reihe Österreich in historischen Filmdokumenten die DVD Edition Niederösterreich: Wiener Neustadt und Umgebung, eine Sammlung von Filmaufnahmen über einen Zeitraum von acht Jahrzehnten.
Im November 2019 fand das Filmfestival FilTa – Filmtage im SUB statt. Ende August 2020 fand das Netzhaut Ton Film Festival Wiener Neustadt unter der Leitung von Katharina Stemberger und ihres Mannes Fabian Eder statt, Spielorte waren der Bürgermeistergarten und das Stadttheater.

### Lern- und Gedenkstätten
Seit 2009 gibt es die Lern- und Gedenkstätte Jüdischer Friedhof Wiener Neustadt in der Reihe der Gedenkstätten Österreichs:

### Amtsblatt
Seit 1921 erhalten die Wiener Neustädter das Amtsblatt. Seit einigen Jahren heißt dieses Amtsblatt Allzeit Neu, was eine Anlehnung an den Beinamen der Stadt, Allzeit Getreue, sein soll.

### Jugend/Alternativkultur
Für Jugendliche gibt es in Wiener Neustadt mehrere Institutionen: das Jugend- und Kulturhaus Triebwerk sowie das 2012 geschaffene Kulturzentrum SUB in der Innenstadt.
Ebenfalls sorgte die Stadt Wiener Neustadt mit der Plattform „Megafon“ (2009–2016) für die kulturelle Nahversorgung. Aufgrund von Sparmaßnahmen der Stadtregierung wurde 2016 „Megafon“ eingestellt sowie das Jugend- und Kulturhaus Triebwerk massiven Budgetkürzungen unterzogen.

## Sport und Freizeit

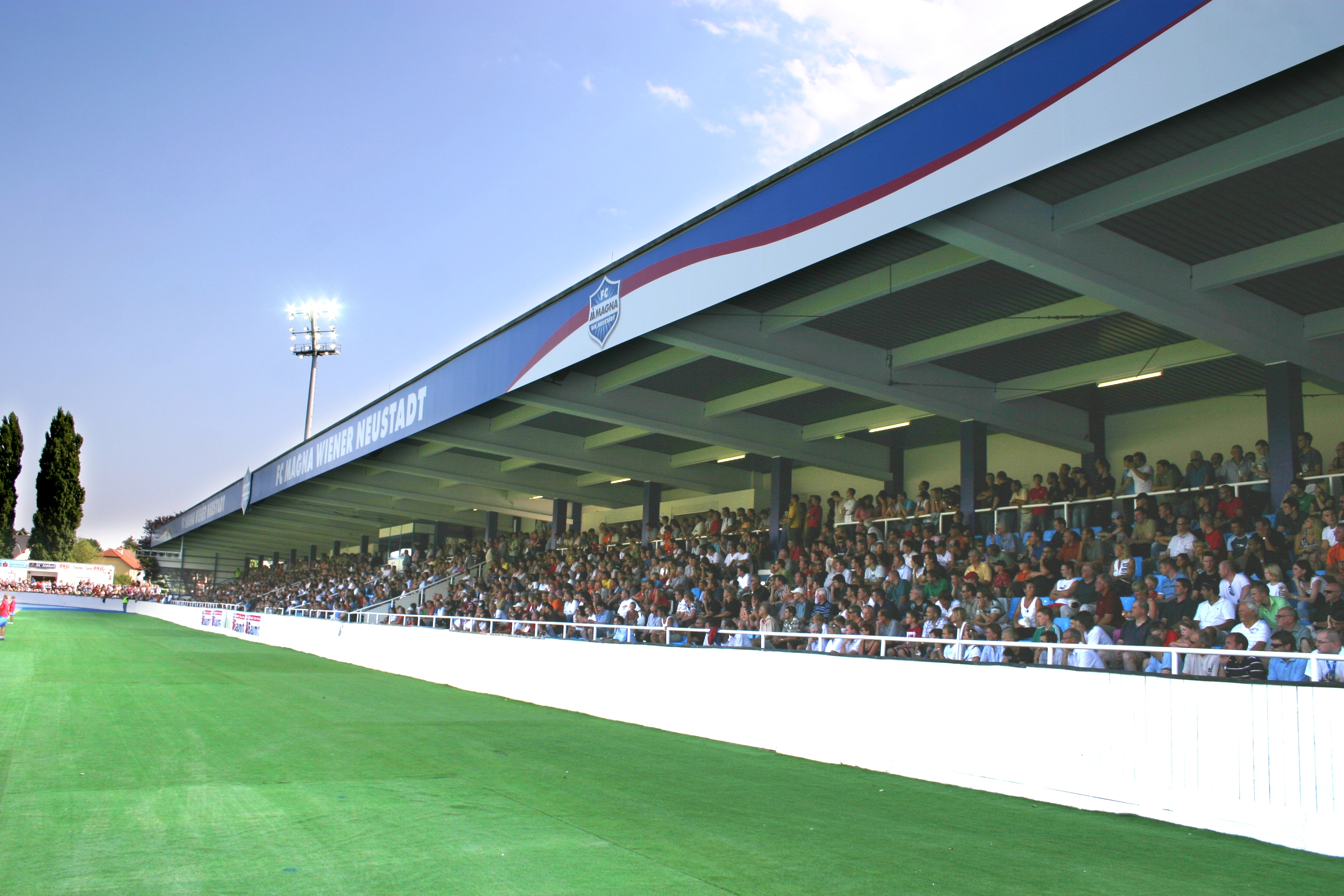
Stadion Wiener Neustadt

In Wiener Neustadt gibt es sechs Fußballplätze und das Wiener Neustädter Stadion, in dem der SC Wiener Neustadt, Nachfolger des 1. Wiener Neustädter SC, seine Heimspiele austrägt. Der Verein spielte ab der Saison 2008/2009 in der Österreichischen Bundesliga, wurde in der Spielzeit 2014/15 jedoch Tabellenletzter und stieg in die zweite Spielklasse ab. Daneben existieren noch der SV Admira Wiener Neustadt, der 1972/73 ebenfalls in der Bundesliga spielte, der ESV Haidbrunn Wacker Wiener Neustadt und der Club 83. Außer dem SC Wiener Neustadt spielen jedoch alle Vereine in der letzten Klasse, der 2. Klasse Steinfeld.
Wiener Neustadt ist mit dem europäischen Radnetz verknüpft und es gibt überall Parks. Die Stadt besitzt eine grüne Lunge, den Akademiepark. Es gibt dutzende Tennisplätze und Fitnesscenters. 2006 wurde in Wiener Neustadt im Akademiepark die Weltmeisterschaft im Militärischen Fünfkampf ausgetragen und am Schießplatz im Föhrenwald wurde auch vor einiger Zeit die Weltmeisterschaft ausgetragen.
Von den ehemals drei Freibädern in Wiener Neustadt blieb lediglich das Akademiebad bestehen. Das Ungarbad wurde 2006, das Volksbad 2011 geschlossen. Im nordöstlichen Industriegebiet der Stadt befindet sich eines der modernsten Erlebnishallenbäder Österreichs, das Aqua Nova. Zusätzlich gibt es einige Skaterplätze und einen Baseballplatz.
Im Funpark im Stadtpark lädt der Boulderblock zum Klettern ein, des Weiteren kann man hier Slacklinen, Fußball und Basketball spielen. Der Funpark im Anton Wodica-Park ist mit einem Volleyball- und Fußballplatz, Tischtennistischen und einer Fitnessanlage ausgestattet.
Das Projekt Obststadt setzt sich dafür ein, dass auf vorher angefragten Standplätzen Obstbäume gepflanzt werden, die für die Öffentlichkeit zugänglich sind. Die Bäume werden in einer Fruitmap eingetragen.
- Schwimmteiche: Anemonensee, Achtersee, Föhrensee

Die FEI-Europameisterschaften im Reining fanden in Wiener Neustadt vom 25.–29. Juli 2011 statt.

## Persönlichkeiten

### Ehrenbürger
- Fritz Angst, Vizebürgermeister a. D. Reg. Rat
- Traude Dierdorf, Bürgermeister a. D.
- Ingeborg Friebe (Monheim/Rhein), Bürgermeister a. D.
- Peter Geyer, Vizebürgermeister a. D.
- Johann Goldschmidt, Bäckermeister, Landtagsabgeordneter und Vizebürgermeister a. D.
- Arnold Grabner, Nationalratsabgeordneter a. D.
- Heinrich Grünbeck, Abt im Stift Heiligenkreuz
- GR Kanonikus Monsignore Prof. Heinrich Hahn
- Holger Linhart, Vizebürgermeister a. D.
- Karl Merkatz, Schauspieler
- Klaus Schneeberger, Landtagsabgeordneter und Bürgermeister
- Hans Wagner, Magistratsdirektor i. R.
- Kons. Rat Pater Prior Mag. Johannes Vrbecky OCist

### Töchter und Söhne der Stadt
Historisch:
- Friedrich II. (1211–1246), genannt der Streitbare, letzter Babenbergerherzog
- Katharina von Österreich (1420–1493), Markgräfin von Baden, geborene Erzherzogin von Österreich
- Maximilian I. (1459–1519), Kaiser des Heiligen Römischen Reiches
- Kunigunde von Österreich (1465–1520), Habsburger Prinzessin, bayerische Herzogin
- Lorenz Luchsperger (1471–1501), Bildhauer
- Maximilian III. (1558–1618), Hochmeister des Deutschen Ordens
- Jakob Andrä von Brandis (1569–1629), Landeshauptmann von Tirol
- Albrecht VII. (1559–1621), Regent der Spanischen Niederlande
- Leopold Wilhelm von Österreich (1614–1662), Erzherzog und Kunstsammler
- Maria Anna von Österreich (1634–1696), Königin von Spanien
- Nikolaus Pacassi (1716–1790), Hofarchitekt
- Joseph Julius Monsperger (1724–≈1788), Theologe
- Johann Baptist Schenk (1753–1836), Komponist
- Vincenz Darnaut (1770–1821), Geistlicher, Topograf und Beichtvater des Kaisers
- Therese Eissl (1784 – n. 1849), Malerin
- Ferdinand von Augustin (1807–1861), Feldmarschallleutnant und Reiseschriftsteller
- Alexander von Dorn (1838–1919), Volkswirt, Publizist und Politiker
- Viktor von Lang (1838–1921), Physiker und Hochschullehrer
- Johann Loschek (1845–1932), Kammerdiener des Kronprinzen Rudolf von Österreich-Ungarn
- Johann Kirnbauer von Erzstätt (1854–1906), Genealoge und Heraldiker
- Carl Fahringer (1874–1952), Maler, Grafiker und Illustrator
- Günther von Saar (1878–1918), Chirurg, Hochschullehrer und Bergsteiger
- Hannes Mohr (1882–1967), Geologe und Mineraloge
- Josef Matthias Hauer (1883–1959), Komponist und Musiktheoretiker
- Joe Jagersberger (1884–1952), austro-amerikanischer Rennfahrer
- Lothar Rendulic (1887–1971), Generaloberst im Zweiten Weltkrieg
- Hugo Wolf (1888–1946), Rechtsanwalt und expressionistischer Schriftsteller
- Eduard Lukas (1890–1953), Wirtschaftswissenschaftler und Hochschullehrer
- Heinrich Widmayer (1891–1977), Politiker
- Alfred Höchstätter (1902–1944), Arbeiter und Widerstandskämpfer gegen das NS-Regime

Rezent:
- Hans Beirer (1911–1993), Heldentenor
- Johanna Beisteiner (* 1976), klassische Gitarristin
- Elazar Benyoëtz (* 1937), Schriftsteller
- Nathalie Birli (* 1992), Rennradfahrerin, Triathletin und Entführungsopfer
- Andrzej Bobkowski (1913–1961), polnischer Schriftsteller
- Caroline Bredlinger (* 2001), Mittelstreckenläuferin
- Herbert Breuer (1924–2014), Fotograf
- Bernth Brodträger (1991), E-Gitarrist und YouTuber
- Madelaine Duke (1919–1996), Schriftstellerin
- Luca Edelhofer (* 2001), Fußballspieler
- Helmut Elsner (1935–2022), Bankmanager
- Heinrich Epskamp (* 1942), deutscher Soziologe
- Thomas Etlinger (* 1972), Judoka, Vize-Europameister
- Franz Fahrner (* 1956), Geistlicher, ehemaliger Militärgeneralvikar
- Daniel Fellner (* 1988), Musiker und Musikproduzent
- Richard Filz (* 1967), Komponist, Schlagzeuger, Musiklehrer und Autor
- Marilies Flemming (1933–2023), Politikerin
- Thomas Freudensprung (1965–2011), Schauspieler
- Peter Fröhlich (1938–2016), Schauspieler
- Oliver Gattringer (1967–2022), Jazzmusiker
- Martin Gebhart (* 1961), Journalist
- Harald Geier (* 1972), Profiboxer
- Gerald Gradwohl (* 1967), Fusionmusiker
- Joachim Gradwohl (* 1969), Koch des Jahres
- Herwig Udo Graf (1940–2023), Architekt
- Richard Graf (* 1967), Musiker
- Hans Gratzer (1941–2005), Theatermacher
- Heinz Habeler (1933–2017), Techniker und Lepidopterologe
- René Alfons Haiden (* 1930), Bankmanager und Verbandsfunktionär
- Hans Georg Heinke (* 1945), Fernsehmoderator
- Raoul Herget (* 1957), Musikpädagoge und Musiker
- Julius Herrmann (1889–1977), Militärkapellmeister
- Andreas Hofer (* 1991), Bahn- und Straßenradrennfahrer
- Gusti Huber (1914–1993), Schauspielerin
- Kurt Jaggberg (1922–1999), Schauspieler
- Florian Jakowitsch (1923–2020), Maler, Zeichner und Glaskünstler
- Stefanie Kaiser (* 1992), Handballspielerin
- Andrea Kalchbrenner (* 1959), Politikerin
- Oskar „Ferdl“ Kohlhauser (1934–2019), Fußballspieler
- Günther Komanovits (* 1941), Fußballspieler
- Gretl Komposch (1923–2019), Komponistin und Chorleiterin
- Stephan Koren (1919–1988), Politiker und Wirtschaftswissenschafter
- Ulla Kramar-Schmid (* 1966), Wirtschaftsjournalistin
- Rudolf Kraus (* 1961), Schriftsteller, Lyriker und Bibliothekar
- Karl Albrecht Kubinzky (* 1940), Geograph und Historiker
- Andrea Lehner-Hartmann (* 1961), römisch-katholische Theologin und Hochschullehrerin
- Franz Leitner (1918–2005), Politiker
- Constantin Luger (* 1981), Musiker
- Fritz Machlup (1902–1983), Nationalökonom
- Sabine Mandak (* 1956), Abgeordnete zum Nationalrat
- Karl Merkatz (1930–2022), Schauspieler
- Erich Mittenecker (1922–2018), Psychologe
- Christine Möller (* 1934), Psychologin und Erziehungswissenschaftlerin
- Manfred Moser (* 1956), Jurist und Politiker
- Bernhard Müller (* 1973), Autor und Politiker, Bürgermeister von Wiener Neustadt
- Hugo Murero (1906–1968), Basketballtrainer und Sportjournalist
- Wolfgang Murnberger (* 1960), Regisseur und Drehbuchautor
- Irene Neumann-Hartberger (* 1974), Landwirtin und Politikerin, Abgeordnete zum Nationalrat
- Dennis Novak (* 1993), Tennisspieler
- Heinz Ockermüller (1921–1994), Bühnenbildner und Filmarchitekt
- Alfred Ötsch (* 1953), Manager
- Christian Platzer (* 1961), Brigadier des österreichischen Bundesheeres
- Roland Pleterski (1920–2000), Fotograf
- Ferry Porsche (1909–1998), Unternehmer und Ingenieur
- Martin Preineder (* 1962), Politiker
- Martin Pucher (* 1956), Banker und Fussballmanager
- Louise Piëch (1904–1999), Unternehmerin
- Christian Rabl (* 1971), Jurist und Hochschullehrer
- Susanne Reichard (* 1963), Politikerin
- Andreas Rhoby (* 1974), Byzantinist und Philologe
- David Riegler (* 2002), Fußballspieler
- Hajo Riese (1933–2021), Wirtschaftswissenschaftler und Hochschullehrer
- Paul Rotterdam (* 1939), Maler
- Peter Ruckenbauer (1939–2019), Agrarwissenschaftler und Pflanzenzüchter
- August Sauer (1855–1926), Literaturwissenschaftler
- Gerald Schlag (* 1941), Historiker
- Werner Schlager (* 1972), Tischtennisspieler
- Markus Schmidt (* 1977), Fußballspieler und -trainer
- Katharina Schmirl (* 1999), Schauspielerin und Sprecherin
- Walter Schönthaler (* 1954), Manager und Autor
- Georg Schreiber (1922–2012), Historiker und Schriftsteller
- Hermann Schreiber (1920–2014), Historiker und Schriftsteller
- Werner Schulze (* 1952), Fagottist
- Julius Schuster (1921–1995), Jurist und Statthalter des Ritterordens vom Heiligen Grab zu Jerusalem
- Peter Schuster (1945–1992), Journalist, Verleger und Schriftsteller
- Bettina Schwarz (* 1982), Schauspielerin
- Wolfgang Schwarz (* 1942), Geograph
- Sebastian Schwarz (* 2003), Fußballspieler
- Walter Senarclens-Grancy (1907–1982), Geologe und Lehrer an Allgemeinbildenden Höheren Schulen
- Waltraud Starck (* 1942), Schauspielerin, Regisseurin und Theaterleiterin
- Bianca Steiner (* 1990), Automobilrennfahrerin
- Michael Stern (1897–1989), Strafverteidiger und Rechtsanwalt
- Robert Stachel (* 1972), Mitglied der Kabarett-Gruppe maschek
- Karl Stix (1939–2003), Landeshauptmann des Burgenlandes
- Christian Stocker (* 1960), Rechtsanwalt, Vizebürgermeister, Bundeskanzler
- Michael Stocker (* 1983), Grasskiläufer
- Joseph P. Strelka (1927–2022), Germanist
- Rudolf Striedinger (* 1961), Militärkommandant von Niederösterreich
- Pius Strobl (* 1956), Unternehmer, Politiker und Medienmanager
- Franz Struzl (1942–2019), Manager
- Dominik Sulzer (* 2002), Fußballtorwart
- Jessica Teusl (* 1990), Pokerspielerin
- Dominic Thiem (* 1993), Tennisspieler
- Katharina Tiwald (* 1979), Literatin
- Leopold Ungar (1912–1992), Präsident der Caritas in Österreich
- Gernot Weitzl (1925–2004), deutscher Regisseur und Rundfunkredakteur.
- Michael Weninger (* 1951), Diplomat und Geistlicher
- Günter Widder (* 1940), Jurist und Politiker, Landtagspräsident
- Tanja Windbüchler-Souschill (* 1976), Politikerin
- Peter Wittmann (* 1957), Politiker, Bürgermeister, Staatssekretär, Abgeordneter zum Nationalrat
- Pia Zerkhold (* 1998), Snowboarderin
- Franz Ziegler (1937–2016), Universitätsprofessor, wirkl. Mitglied der Österr. Akademie der Wissenschaften

### Personen mit Bezug zu Wiener Neustadt
- Friedrich III. (1415–1493)
- Eleonore von Portugal (gest. 1467)
- Enea Silvio Piccolomini (auch Aeneas Silvius Piccolomini; 1405–1464), italienischer Geistlicher, Papst Pius II.
- Andreas Baumkircher, Freiherr von Schlaining (gest. 1471)
- Niclas Gerhaert van Leyden (* um 1430 in Leiden; † 1473 in Wiener Neustadt), niederländischer Bildhauer, wurde von Friedrich III. geholt
- Peter von Pusica (* um 1400 in Polen; † 1475 in Wiener Neustadt), um 1439 zugewanderter Baumeister in den Diensten von Friedrich III.[90]
- Johann Friedrich II. von Sachsen (1529–1595)
- Elisabeth von der Pfalz (1540–1594)
- Ludwig von Beethoven (1770–1827), Titan der Klassik, verbrachte einen Tag im Gewahrsam der Polizei
- Bernhard Albrecht (1758–1822), österreichischer Maler und Radierer, lehrte und wirkte in Wiener Neustadt, wo er auch starb
- Francesca Scanagatta (1776–1865), Soldatin und Offizier, ausgebildet an der Theresianischen Militärakademie, lebte währenddessen in Wiener Neustadt
- Ferdinand Carl Boeheim (1794–1835), Magistratsbeamter und Lokalforscher, verfasste die erste Stadtchronik
- Friedrich von Flotow, (1812–1883), deutscher Opernkomponist, wohnte von 1870 bis 1872 in Wiener Neustadt
- Rudolf Krziwanek, österreichischer Hof-Fotograf, um 1900 Mitinhaber des Foto-Ateliers Skutha & Krziwanek in Wiener Neustadt
- Alberich Rabensteiner (* 1875 in Villanders/Südtirol; † 1945 in Wiener Neustadt), Prior im Priorat Neukloster
- Božena Laglerová (* 1888 in Prag; † 1941 ebenda), Flugpionierin, Pilotin, Schauspielerin, Sängerin, Flugausbildung in Wiener Neustadt
- Lilly Steinschneider (* 1891 in Budapest; † 1975 in Nizza), Pilotin, Flugausbildung in Wiener Neustadt
- Josip Broz Tito (1892–1980), ab 1953 Präsident Jugoslawiens, wohnte von 1912 bis 1913 in Neudörfl, nachdem er bei Daimler eine Stelle als Einfahrer (Probechauffeur) gefunden hatte.
- Michael Haneke (* 1942 in München), österreichischer Filmregisseur und Drehbuchautor, in Wiener Neustadt aufgewachsen
- Johann Culik (* 1946 in Stockerau), Militärkommandant von Niederösterreich arbeitete und lebt in Wiener Neustadt
- Udo Landbauer (* 1986 in Neunkirchen, NÖ), Politiker (FPÖ)[91]
- Philipp Gerstenmayer (* 1987 in Wien), Politiker (FPÖ), Stadtrat und Abgeordneter zum Landtag von Niederösterreich

## Infrastruktur
- Landesklinikum Wiener Neustadt mit Dialysezentrum
- Bezirkshauptmannschaft Wiener Neustadt
- Service-Center der Niederösterreichischen Gebietskrankenkasse
- 4 Postfilialen
- WN-TV – Regionalfernsehsender
- Städtischer Friedhof
- Arena Nova
- Aqua Nova

Kasernen in Wiener Neustadt
- Theresianische Militärakademie / Daun-Kaserne
- Bechtolsheimkaserne (wurde 2007 aufgelassen und 2012 verkauft)
- Maximilian-Kaserne
- Kaserne Flugfeld

Feuerwehr, Rettung, Polizei und Justiz
- Freiwillige Feuerwehr Wiener Neustadt
- Rotes Kreuz Wiener Neustadt
- Polizeikommissariat Wiener Neustadt als Filiale der Landespolizeidirektion Niederösterreich
- Stadtpolizeikommando Wiener Neustadt mit angeschlossenen Polizeiinspektionen
- Ausbildungs- und Einsatzzentrale des Einsatzkommandos Cobra
- Finanzamt Wiener Neustadt
- Bezirks- und Landesgericht Wiener Neustadt
- Justizanstalt Wiener Neustadt

### Biomassefernwärme
Im Jänner 1995 hat die EVN Wärme das Heizwerk des Krankenhauses Wiener Neustadt übernommen und plante damals die Errichtung einer etwa sieben Kilometer langen Fernwärmenetzes mit einem Anschlusswert von insgesamt rund 38 Megawatt und einem Jahresabsatz von rund 55 Gigawattstunden.
Ende der 1990er Jahre wurde in der Civitas Nova auch ein sehr großes Biomasseheizwerk in Betrieb genommen, welches in das Fernwärmenetz eingebunden ist.
Das Fernwärmenetz in Wiener Neustadt wurde kontinuierlich ausgebaut. Zunächst erfolgte die Versorgung aus der Wärmezentrale des Krankenhauses (Erdgas). Bis zu einer Gesamtabnahme im Fernwärmenetz von fünf Megawatt wird die gesamte Energie durch das Biomasseheizwerk bereitgestellt. Fast alle öffentlichen Gebäude wurden bisher auf die Biomassefernwärme umgestellt wie beispielsweise die Europaschule, das alte Rathaus, die Höhere Lehranstalt für Mode (HLM) und die Bildungsanstalt für Kindergartenpädagogik (BAKIP) und andere mehr. Ebenso sehr viele Wohnhausanlagen konnten auf Fernwärme umgestellt werden wie beispielsweise die Adlergasse 3, Ferdinand-Porsche-Ring 1, Schlögelgasse 6 und andere.
Seit 2010 wird zusätzliche Biomassewärme vom Biomasseheizkraftwerk FunderMax in Neudörfl über eine vier Kilometer lange Transportleitung in das Fernwärmenetz Wiener Neustadt geliefert.

## Nach Wiener Neustadt benannte Objekte
Eine Insel im Franz-Josef-Land wurde Wiener-Neustadt-Insel (Ostrov Viner Nejstadt) genannt, auf der die höchste Erhebung (620 m ü. A.) dieser Inselgruppe liegt.
Im Wettersteingebirge liegt auf einer Höhe von 2209 m ü. A. die Wiener-Neustädter-Hütte, die vom Österreichischen Touristenklub unterhalten wird.
Wiener Neustädter Terpentin ist eine Bezeichnung, die auf die Pecherei – seit 2011 Immaterielles Kulturerbe in Österreich – und Harzverarbeitung in der Gegend zurückgeht.